# 相棒のエピソード一覧 (season8-season13)
- 相棒 > 相棒のエピソード一覧 (season8-season13)
- 相棒の登場人物 > 相棒のエピソード一覧 (season8-season13)

本項では、テレビ朝日系列の刑事ドラマ『相棒』のうち、season8からseason13までのエピソードについて解説する。文中の「S」はseason、「終」は最終話の略称で、数字は話数を示す。

## 概要

### 神戸尊
season8では、season7にて日本を離れた亀山薫（演：寺脇康文）に代わり、警察庁の上層部から特命係に送り込まれた神戸尊（演：及川光博）が右京の2代目相棒として行動を共にする。同シーズンでは、右京に距離を置かれたりされるものの数々の事件を通して徐々に互いに歩み寄るようになり、最終話では尊が自分が特命係に送られた背景を理解したうえで、警察庁からの辞令を断り、自らの意志で特命係に残るという結末を迎える。
season9放送中の2010年12月23日には劇場版第2作である『相棒 -劇場版II- 警視庁占拠! 特命係の一番長い夜』（以下：『劇場版II』）が公開され、その公開前日の2010年12月22日には、season9第9話「予兆」が放送され、劇場版での事件が起こる直前の模様が描かれる展開となり、さらに劇場版にて右京と複雑な関係にあった小野田公顕（演：岸部一徳）が殉職するという展開を迎えた。これに伴い、岸部は同シーズンを以て降板した。続くseason9最終話では、小野田が生前取り組んでいたことの一端が明かされる。また、season9は平均視聴率が20.4％と全シーズン最高の平均視聴率を記録しており、season9第16話『監察対象 杉下右京』では視聴率が23.7%を記録しており、（ビデオリサーチ関東地区調べ）こちらも全話中最高の視聴率を記録した。
また、作中では、season9 第6話や同season 第10話のように他者の命の安全を一顧だにせず冷徹に正義と真実の追求をする右京と、相手の命の安全や立場を熟慮し、妥協の道を取ろうとする尊との間で、同じ強い正義感を持ち合わせながらも、信念の相違から度々対立する描写が成され、尊が右京の追求を上層部に掛け合ってまで無理矢理阻止させると言った行動を取ったり、右京と一芝居を打って、登場人物を油断させ、隙を見せた真犯人に迫るなど、亀山薫の代では見られなかった展開ややり取りを見せている。
season10第1話にて、長らく小料理屋『花の里』を切り盛りしてきた右京の元妻宮部たまき（演：益戸育江）が世界放浪の旅に出る事を理由に『花の里』を閉店、これに伴い益戸がseason10第1話をもって降板した。しばらくの間は、『花の里』でのやり取りの無い回が続いていたが、第12話にてかつて右京と薫に逮捕され、紆余曲折の末、刑期を終えて出所した月本幸子（演：鈴木杏樹）が三度登場、とある事件を機に右京に勧められる形で『花の里』の2代目女将となる。これに伴い、鈴木がメインキャストとして登板することとなった。最終話では尊に再び警察庁からの辞令が下り、警察庁長官官房付として異動が決まり、特命係を去っていった。

### 甲斐享
続くseason11で右京の3代目相棒として年の離れた甲斐享（演 ：成宮寛貴）が右京自らの意思で引き抜かれる形で特命係に配属された。なお、同時にseason11初回より享の実父である甲斐峯秋（演：石坂浩二）と、享の彼女の笛吹悦子（演：真飛聖）が登場する。更にseason13初回より社美彌子（演：仲間由紀恵）が登場し、峯秋と共に特命係と度々関わっていく。この三人のうち、悦子役の真飛がseason13をもって降板した。
シリーズを通して、享と実父の峯秋の確執と対立が描かれており、互いが複雑な思いを抱いている様子が描写されたり、出会う度に度々牽制しあっていた薫や尊とは異なり、トリオ・ザ・捜一の3人と比較的友好的なやり取りが成されたり、ひょんな事から特命係第3の男、陣川公平が享に対して高圧的な態度を取る等、薫や尊の在籍していた頃では見られなかったやり取りが描かれている。
2013年3月には『トリオ・ザ・捜一』の一人である伊丹憲一(演：川原和久)を主人公としたシリーズ2作目のスピンオフ映画『相棒シリーズ X DAY』（以下：『X Day』）が公開されており、公開前に放送されたseason11の第17話「ビリー」と第19話（最終回）「酒壺の蛇」には『X Day』の主要キャラクターも登場している。
season12第1話では『トリオ・ザ・捜一』の最年長三浦信輔(演：大谷亮介)が犯人の襲撃で足を負傷し、後遺症を負った事を理由に警視庁を依願退職して去る。これに伴い、season12第1話をもって大谷が降板した。season12最終話では、小野田が生前に日本では施行されていなかった『証人保護プログラム』の違法適用させたことに端を発した事件が起こった。放送終了後の2014年4月26日には劇場版第3作目となる『相棒 -劇場版III- 巨大密室! 特命係 絶海の孤島へ』が公開され、映画公開前にはNTTドコモが展開するdビデオで、2014年3月29日から4月19日までの期間、前日譚である『相棒 -劇場版III- 序章』が携帯動画ドラマが配信された。また、『相棒 -劇場版III-』では神戸尊と甲斐享、新旧の右京の相棒同士が初の対面を果たしており、以降の劇場版やシーズンで尊が度々後任の相棒と対面する描写が成されるようになっている。
続くseason13では最終話にて享が「ダークナイト」と名乗り、警察の追及を逃れた犯罪者たちに制裁を与えていたことが判明し、懲戒免職という形で特命係を去る。この影響で上司に当たる右京が責任を取る形で無期限謹慎が言い渡され、特命係の機能は完全にストップ、再始動は次回のseason14まで持ち越される事となった。

## 作品背景

### シナリオ
本シリーズにおいては引き続き実験的な内容の回もあった。
たとえば、season8第18話「右京、風邪をひく」では、時間を往復しながら物語が進行する内容であり、DVDおよびブルーレイ版には特典映像として「時系列再編集版」が収録されている。続くseanson9第7話「9時から10時まで」では番組の放送時間に合わせて物語が進行するという仕掛けが施されているほか、同シーズンの第16話「監察対象 杉下右京」では登場人物たちの回想を通じて事件の真相が明らかになる内容である。
season11第7話「幽霊屋敷」では、空き家にやってきた右京と享が庭の一角に土が掘り返された痕跡を見つけ、その痕跡を右京が犬のように土をかき出し、それに対して享が「杉下さん、なんか怖い、怖い、怖い」と述べる場面がある。この場面に関して水谷は以下のように述懐している。
また、season12第8話「待ちぼうけ」では、右京と享のそれぞれの休日を描きつつも、一つの事件へとつながっていく仕掛けが施されている。

### 編集
season8から日本の連続ドラマとしては初めて完全テープレス、ノンリニア編集の撮影・編集形態となった。

## エピソード一覧
season8 / season9 / season10 / season11 / season12 / season13

### 凡例
- 劇中にサブタイトルの表示はなく、サブタイトルの表記などは、すべて公式サイトや公式ガイドブック、DVDの表記に準じる。
- 放送日はテレビ朝日での初回放送日。
- 視聴率はビデオリサーチ（関東地区）調べ。
- 各season表内の赤字は最高視聴率、青字は最低視聴率を示す。

### season8
- 2009年10月14日 - 2010年3月10日、全19話、平均視聴率 17.7%。
- タイトルロゴは『相棒 season8』。『相棒』ロゴがマイナーチェンジされ、season10まで使用される。以後はseason19までは右京の相棒が変わる度にデザインが変更されるようになる。
- このシーズンより、冒頭に表記されているタイトルの横に右京とその相棒のシルエットロゴが表記され、以後のシーズンにも継承される。
- 第1話、最終話は20時から21時48分の1時間48分SP。
- 第10話は金曜21時から23時30分の2時間半SP。
- このシーズンからseason9までは、オープニング映像に杉下右京と神戸尊の名がローマ字で表記されている。

| 話数                                                           | 放送日         | サブタイトル           | あらすじ 登場ゲスト                                   | 脚本                        | 監督     | 視聴率 | 脚注   |
| -------------------------------------------------------------- | -------------- | ---------------------- | ----------------------------------------------------- | --------------------------- | -------- | ------ | ------ |
| 第1話                                                          | 2009年10月14日 | カナリアの娘           | 早瀬茉莉 本多篤人                                     | 輿水泰弘                    | 和泉聖治 | 19.4%  | [ 15 ] |
| 第2話                                                          | 10月21日       | さよなら、バードランド | 青柳和樹 広田哲夫 黒木芳彦 宇野宗一郎 渡辺政雄        | 太田愛                      | 和泉聖治 | 16.6%  | [ 16 ] |
| 第3話                                                          | 10月28日       | ミス・グリーンの秘密   | 二宮緑                                                | 太田愛                      | 和泉聖治 | 18.9%  | [ 17 ] |
| 第4話                                                          | 11月11日       | 錯覚の殺人             | 山名絵美 好田究                                       | 戸田山雅司                  | 橋本一   | 17.8%  | [ 18 ] |
| 第5話                                                          | 11月18日       | 背信の徒花             | 三島章 片倉渉                                         | 徳永富彦                    | 橋本一   | 17.6%  | [ 19 ] |
| 第6話                                                          | 11月25日       | フェンスの町で         | 土本公平 村越良明 土本由香里                          | 福田健一                    | 東伸児   | 18.0%  | [ 20 ] |
| 第7話                                                          | 12月2日        | 鶏と牛刀               | 藤石正輝 栗田亜由美                                   | 櫻井武晴                    | 東伸児   | 16.1%  | [ 21 ] |
| 第8話                                                          | 12月9日        | 消えた乗客             | 君野恵 上条学 中島弘昭                                | 徳永富彦                    | 和泉聖治 | 18.0%  | [ 22 ] |
| 第9話                                                          | 12月16日       | 仮釈放                 | 山部勇 池田美代子                                     | ハセベバクシンオー          | 和泉聖治 | 18.5%  | [ 23 ] |
| 第10話                                                         | 2010年1月1日   | 特命係、西へ!          | 高村朋治 細野唯子 前川博義 芝木美都代                 | 戸田山雅司                  | 和泉聖治 | 17.8%  | [ 24 ] |
| 第11話                                                         | 1月13日        | 願い                   | 田島遥 鷹野涼子                                       | 太田愛                      | 安養寺工 | 15.7%  | [ 25 ] |
| 第12話                                                         | 1月20日        | SPY                    | 青山まどか 水木隆人 三田園方正                        | 櫻井武晴                    | 近藤俊明 | 17.2%  | [ 26 ] |
| 第13話                                                         | 1月27日        | マジック               | 秋川満 澤田郁哉 秋川香奈恵                            | ブラジリィー・アン・山田    | 東伸児   | 17.1%  | [ 27 ] |
| 第14話                                                         | 2月3日         | 堕ちた偶像             | 山口七海 江嶋充 安田紘一                              | 太田愛                      | 近藤俊明 | 17.5%  | [ 28 ] |
| 第15話                                                         | 2月10日        | 狙われた刑事           | 浜野久信 吉武和真                                     | 戸田山雅司                  | 和泉聖治 | 17.8%  | [ 29 ] |
| 第16話                                                         | 2月17日        | 隠されていた顔         | 曽田敬助 鶴見秀雄 小笠原槙子                          | 玉田義正 （協力：西村康昭） | 和泉聖治 | 15.8%  | [ 30 ] |
| 第17話                                                         | 2月24日        | 怪しい隣人             | 名和田忠志 奥村光良 池谷隆平 山崎正一                 | 徳永富彦                    | 東伸児   | 17.2%  | [ 31 ] |
| 第18話                                                         | 3月3日         | 右京、風邪をひく       | 西島武彦 樫山ジュン 戸倉翔                            | 古沢良太                    | 東伸児   | 18.1%  | [ 32 ] |
| 最終話                                                         | 3月10日        | 神の憂鬱               | 早乙女幸次 岩井裕也 宇田川次郎 伊達香 渡辺真澄 間瀬登 | 櫻井武晴                    | 和泉聖治 | 20.4%  | [ 34 ] |
| 平均視聴率 17.7%（視聴率はビデオリサーチ調べ、関東地区・世帯） |                |                        |                                                       |                             |          |        |        |

### season9
- 2010年10月20日 - 2011年3月9日、全18話、平均視聴率 20.4%で、本作では最高記録である。
- タイトルロゴは『相棒 season9』。
- 第10話は土曜21時から23時10分の2時間10分SP。
- 最終話は20時から21時48分の2時間SP。
- アナログ放送では16:9レターボックスでの放送となり、冒頭タイトルロゴの位置が16:9画面の端の位置に移動した。
- このシーズンからエンドロールのフォントやサイズが変更された。

| 話数                                                           | 放送日         | サブタイトル      | あらすじ 登場ゲスト                                                                | 脚本                     | 監督     | 視聴率 | 脚注   |
| -------------------------------------------------------------- | -------------- | ----------------- | ---------------------------------------------------------------------------------- | ------------------------ | -------- | ------ | ------ |
| 第1話                                                          | 2010年10月20日 | 顔のない男        | 水元湘子 吉野茂久 川芝直哉 笠井宏樹 上遠野隆彦 伏見享一良                          | 戸田山雅司               | 和泉聖治 | 17.7%  | [ 36 ] |
| 第2話                                                          | 10月27日       | 顔のない男〜贖罪  | 岡崎敦也 上遠野隆彦 伏見享一良                                                     | 戸田山雅司               | 和泉聖治 | 19.6%  | [ 38 ] |
| 第3話                                                          | 11月10日       | 最後のアトリエ    | 三木昌弘 有吉比登治 榊隆平                                                         | 太田愛                   | 近藤俊明 | 18.4%  | [ 39 ] |
| 第4話                                                          | 11月17日       | 過渡期            | 立松雄吾 猪瀬洋三 丸山渡                                                           | 櫻井武晴                 | 近藤俊明 | 20.2%  | [ 40 ] |
| 第5話                                                          | 11月24日       | 運命の女性        | 桧原奈緒                                                                           | 太田愛                   | 近藤俊明 | 21.1%  | [ 41 ] |
| 第6話                                                          | 12月1日        | 暴発              | 五月女雄                                                                           | 櫻井武晴                 | 近藤俊明 | 20.5%  | [ 42 ] |
| 第7話                                                          | 12月8日        | 9時から10時まで   | 伊藤正隆 坂本康平                                                                  | 徳永富彦                 | 東伸児   | 19.7%  | [ 43 ] |
| 第8話                                                          | 12月15日       | ボーダーライン    | 柴田貴史                                                                           | 櫻井武晴                 | 橋本一   | 21.2%  | [ 44 ] |
| 第9話                                                          | 12月22日       | 予兆              | 中路絵利子 藤崎俊孝 田丸寿三郎 金子文郎 藤崎真由子                                 | 戸田山雅司               | 東伸児   | 19.3%  | [ 45 ] |
| 第10話                                                         | 2011年1月1日   | 聖戦              | 折原忠志 折原夏実 富田寿子 江上健造                                                | 古沢良太                 | 和泉聖治 | 19.3%  | [ 46 ] |
| 第11話                                                         | 1月12日        | 死に過ぎた男      | 信川順 工藤彩子 工藤慎治 川野真紀子                                                | ブラジリィー・アン・山田 | 橋本一   | 19.8%  | [ 47 ] |
| 第12話                                                         | 1月19日        | 招かれざる客      | 市田亮一 赤堀勇人 水口君代 桑原岳彦 川野辺修子 副島隆志 武本公蔵 武本麻美 西尾詠子 | 戸田山雅司               | 近藤俊明 | 20.4%  | [ 48 ] |
| 第13話                                                         | 1月26日        | 通報者            | 笠井俊子 藤吉祐太                                                                  | 太田愛                   | 近藤俊明 | 22.5%  | [ 50 ] |
| 第14話                                                         | 2月2日         | 右京のスーツ      | 樋村学 笹原真紀 安藤総一郎                                                         | 徳永富彦                 | 東伸児   | 20.4%  | [ 51 ] |
| 第15話                                                         | 2月16日        | もがり笛          | 浪岡収造 江田勉 佐野一郎                                                           | 櫻井武晴                 | 和泉聖治 | 21.2%  | [ 52 ] |
| 第16話                                                         | 2月23日        | 監察対象 杉下右京 | 仁木田栞 金谷陽充                                                                  | 戸田山雅司               | 田村孝蔵 | 23.7%  | [ 54 ] |
| 第17話                                                         | 3月2日         | 陣川警部補の活躍  | 門馬悟 北薗篤彦 北薗摩耶子 矢橋宗市                                                | 戸田山雅司               | 東伸児   | 22.7%  | [ 55 ] |
| 最終話                                                         | 3月9日         | 亡霊              | 本多篤人 早瀬茉莉                                                                  | 戸田山雅司 輿水泰弘      | 和泉聖治 | 20.0%  | [ 56 ] |
| 平均視聴率 20.4%（視聴率はビデオリサーチ調べ、関東地区・世帯） |                |                   |                                                                                    |                          |          |        |        |

### season10
- 2011年10月19日 - 2012年3月21日、全19話、平均視聴率 16.6%。
- タイトルロゴは『相棒ten』。
- 第1話は20時から21時48分の2時間SP。
- 第10話は日曜21時から23時30分の2時間半SP。
- 最終話は20時から22時9分までの2時間9分SP。
- このシーズンの最終話より、第1話と最終話の放送時間が2時間から2時間9分と15分拡大し、season15まで初回・最終回に継承された。

| 話数                                                           | 放送日         | サブタイトル     | あらすじ 登場ゲスト                                                       | 脚本               | 監督     | 視聴率 | 脚注   |
| -------------------------------------------------------------- | -------------- | ---------------- | ------------------------------------------------------------------------- | ------------------ | -------- | ------ | ------ |
| 第1話                                                          | 2011年10月19日 | 贖罪             | 城戸充 綱島瑛子 池上慎二 益子英彦 釜田千也 大森誠志郎 磯村菜々美 若林晶文 | 輿水泰弘           | 和泉聖治 | 19.7%  | [ 58 ] |
| 第2話                                                          | 10月26日       | 逃げ水           | 新開拓海 川北誠也 新開孝太郎 瀬田宗明                                     | 櫻井武晴           | 東伸児   | 17.4%  | [ 59 ] |
| 第3話                                                          | 11月2日        | 晩夏             | 高塔織絵 桐野                                                             | 太田愛             | 近藤俊明 | 15.0%  | [ 60 ] |
| 第4話                                                          | 11月9日        | ライフライン     | 帯川勉 帯川郁美 青木誠 須磨賢太郎                                         | 櫻井武晴           | 近藤俊明 | 17.0%  | [ 61 ] |
| 第5話                                                          | 11月16日       | 消えた女         | 守村やよい 山原京子                                                       | 戸田山雅司         | 東伸児   | 16.5%  | [ 62 ] |
| 第6話                                                          | 11月23日       | ラスト・ソング   | 安城瑠里子 鎌谷充子                                                       | 戸田山雅司         | 橋本一   | 13.9%  | [ 63 ] |
| 第7話                                                          | 11月30日       | すみれ色の研究   | 加藤美咲 加藤誠                                                           | 徳永富彦           | 田村孝蔵 | 18.3%  | [ 64 ] |
| 第8話                                                          | 12月7日        | フォーカス       | 有沢広明 谷川正良                                                         | 守口悠介           | 橋本一   | 13.1%  | [ 65 ] |
| 第9話                                                          | 12月14日       | あすなろの唄     | 高松肇 栗田加寿実                                                         | 櫻井武晴           | 安養寺工 | 15.1%  | [ 66 ] |
| 第10話                                                         | 2012年1月1日   | ピエロ           | 速水智也 島村加奈 平野亮太 大友重雄 草壁彰浩                              | 太田愛             | 和泉聖治 | 16.2%  | [ 67 ] |
| 第11話                                                         | 1月11日        | 名探偵再登場     | 樋本晃一 栗山佳美 矢木明 福栄義英 福栄晴子 稲尾真木彦                     | 戸田山雅司         | 近藤俊明 | 16.3%  | [ 68 ] |
| 第12話                                                         | 1月18日        | つきすぎている女 | 間宮清彦                                                                  | 古沢良太           | 近藤俊明 | 18.4%  | [ 69 ] |
| 第13話                                                         | 1月25日        | 藍よりも青し     | 真壁義雄 葛巻彩乃                                                         | 高橋悠也           | 田村孝蔵 | 15.2%  | [ 70 ] |
| 第14話                                                         | 2月1日         | 悪友             | 高村清美 奥村光良 池谷隆平 山崎正一 沢口京子                              | 徳永富彦           | 東伸児   | 15.0%  | [ 71 ] |
| 第15話                                                         | 2月8日         | アンテナ         | 相原誠                                                                    | 櫻井武晴           | 和泉聖治 | 15.1%  | [ 72 ] |
| 第16話                                                         | 2月15日        | 宣誓             | 国原貴弘 島内慎吾 高梨宣夫                                                | 戸田山雅司         | 和泉聖治 | 14.5%  | [ 73 ] |
| 第17話                                                         | 2月29日        | 陣川、父親になる | 青井由香利 川野麻紀                                                       | 守口悠介           | 近藤俊明 | 14.0%  | [ 74 ] |
| 第18話                                                         | 3月7日         | 守るべきもの     | 土方勇作 泊真一 三橋卓也                                                  | ハセベバクシンオー | 近藤俊明 | 16.5%  | [ 75 ] |
| 最終話                                                         | 3月21日        | 罪と罰           | 嘉神郁子 須賀茜 嘉神隼斗 長谷川宗男                                       | 輿水泰弘           | 和泉聖治 | 20.5%  | [ 76 ] |
| 平均視聴率 16.6%（視聴率はビデオリサーチ調べ、関東地区・世帯） |                |                  |                                                                           |                    |          |        |        |

### season11
- 2012年10月10日 - 2013年3月20日、全19話、平均視聴率 17.3%。
- タイトルロゴは『相棒Eleven』。このシーズンより『相棒』のロゴがブロック体からオリジナルデザインに変更され、season13まで継承される。また、season12までオープニングでのタイトルロゴが最初に表示される形になっている。
- 第1話と最終話は20時から22時9分の2時間9分SP。
- 第11話は『テレビ朝日開局55周年記念』として火曜21時から23時30分の2時間半SP。
- このシーズンからseason9以来、再びエンドロールのフォントが変更された。

| 話数                                                           | 放送日         | サブタイトル     | あらすじ 登場ゲスト                                                         | 脚本                                    | 監督     | 視聴率 | 脚注   |
| -------------------------------------------------------------- | -------------- | ---------------- | --------------------------------------------------------------------------- | --------------------------------------- | -------- | ------ | ------ |
| 第1話                                                          | 2012年10月10日 | 聖域             | 小日向貞穂 小日向詠美 根津誠一 三井直政 三井絵里花                          | 輿水泰弘                                | 和泉聖治 | 19.9%  | [ 77 ] |
| 第2話                                                          | 10月17日       | オークション     | 坂巻百合子 堀江邦之 富塚修一郎                                              | 戸田山雅司                              | 近藤俊明 | 17.3%  | [ 78 ] |
| 第3話                                                          | 10月24日       | ゴールデンボーイ | 宮坂敬一 荒木淳 松井良明 石堂龍臣 柳田康夫                                  | 太田愛                                  | 和泉聖治 | 16.5%  | [ 79 ] |
| 第4話                                                          | 10月31日       | バーター         | 内藤肇 潮弘道 佐久間勉                                                      | 櫻井武晴                                | 東伸児   | 15.0%  | [ 80 ] |
| 第5話                                                          | 11月7日        | ID               | 加藤樹里 滝浪正輝                                                           | ハセベバクシンオー （協力：守口悠介）   | 田村孝蔵 | 15.4%  | [ 81 ] |
| 第6話                                                          | 11月21日       | 交番巡査・甲斐享 | 堀江邦之 奥山深雪 奥山誠 奥山大輝 久保亮二                                  | 徳永富彦                                | 和泉聖治 | 16.4%  | [ 82 ] |
| 第7話                                                          | 11月28日       | 幽霊屋敷         | 吉田一郎                                                                    | 櫻井武晴                                | 近藤俊明 | 15.7%  | [ 83 ] |
| 第8話                                                          | 12月5日        | 棋風             | 時田正人 安西由典 曾根崎邦夫 篠田彩子                                       | 金井寛                                  | 近藤俊明 | 14.0%  | [ 84 ] |
| 第9話                                                          | 12月12日       | 森の中（前編）   | 伏木田真智子 生方豊茂 坂口冬二 長尾恭子 榊大志 三隅慎二 ルミ                | 輿水泰弘                                | 安養寺工 | 17.2%  | [ 85 ] |
| 第10話                                                         | 12月19日       | 猛き祈り（後編） | 伏木田真智子 生方豊茂 坂口冬二 長尾恭子 榊大志 三隅慎二 ルミ                | 輿水泰弘                                | 安養寺工 | 17.8%  | [ 86 ] |
| 第11話                                                         | 2013年1月1日   | アリス           | 橘瑠璃子 二百郷洋蔵 二百郷朋子 石川哲雄 二百郷茜 遠野弘明 宮島加代 柴田久造 | 太田愛                                  | 和泉聖治 | 17.4%  | [ 87 ] |
| 第12話                                                         | 1月16日        | オフレコ         | 山根みちる 岸倉治美                                                         | 戸田山雅司                              | 近藤一彦 | 19.4%  | [ 88 ] |
| 第13話                                                         | 1月23日        | 幸福な王子       | 濱田雅志 野間あずみ 添野一機 野間幸次郎                                     | 徳永富彦                                | 近藤一彦 | 15.0%  | [ 89 ] |
| 第14話                                                         | 2月6日         | バレンタイン計画 | 藍沢祐介 白石幸生                                                           | 酒井雅秋                                | 東伸児   | 17.1%  | [ 90 ] |
| 第15話                                                         | 2月13日        | 同窓会           | 岩田浩司 伊東佳奈子 吉村肇 仲川茂夫                                         | 金井寛                                  | 和泉聖治 | 15.4%  | [ 91 ] |
| 第16話                                                         | 2月20日        | シンデレラの靴   | 高木富雄 桂馬麗子 竹沢美枝                                                  | ハセベバクシンオー （協力：柿木健二朗） | 近藤俊明 | 17.0%  | [ 92 ] |
| 第17話                                                         | 2月27日        | ビリー           | 岩月彬 尾藤正和 小田切亜紀                                                  | 櫻井武晴                                | 橋本一   | 16.7%  | [ 93 ] |
| 第18話                                                         | 3月13日        | BIRTHDAY         | 瀬田江美子 鷲尾隼人 鷲尾武弘 鷲尾美鈴 大場三郎 咲子                         | 古沢良太                                | 橋本一   | 16.5%  | [ 94 ] |
| 最終話                                                         | 3月20日        | 酒壺の蛇         | 恩地英之 恩地由美子 我孫子大 君原いずみ 岩月彬                              | 櫻井武晴                                | 和泉聖治 | 20.7%  | [ 95 ] |
| 平均視聴率 17.3%（視聴率はビデオリサーチ調べ、関東地区・世帯） |                |                  |                                                                             |                                         |          |        |        |

### season12
- 2013年10月16日 - 2014年3月19日、全19話、平均視聴率 17.4%。
- タイトルロゴは『相棒12』。
- 第1話・最終話は20時から22時9分の2時間9分SP。
- 第8話はテレビ朝日開局55周年記念プロジェクトである『55時間テレビ』の一環として放送。
- 第10話は『開局55周年記念』として21時から23時30分の2時間半SP。また同話は2014年8月3日に『テレ朝人気番組集結 1日丸ごと夏祭りデー』での『相棒夏祭り』で14時50分から17時30分に全国ネットで再放送された。
- このシーズンから、放送期間中は直後番組『報道ステーション』への接続は『木曜ドラマ』共々、全話通してステブレレス接続となっている（season15を除く）。
- シリーズの生みの親の1人でもあり、土曜ワイド劇場時代から携わってきたプロデューサー松本基弘も、このシーズンをもって降板。season1からメインライターの輿水泰弘と並び重要エピソードの脚本を手掛けてきた櫻井武晴、season4から参加し劇場版や元日スペシャルなどの脚本などを手掛けた戸田山雅司や古沢良太の参加も最後となるなど、シリーズ初期から携わってきた主要スタッフの多くが降板した。

| 話数                                                           | 放送日         | サブタイトル     | あらすじ 登場ゲスト                   | 脚本       | 監督     | 視聴率 | 脚注    |
| -------------------------------------------------------------- | -------------- | ---------------- | ------------------------------------- | ---------- | -------- | ------ | ------- |
| 第1話                                                          | 2013年10月16日 | ビリーバー       | 綾辻隆一 高山哲治                     | 輿水泰弘   | 和泉聖治 | 19.7%  | [ 96 ]  |
| 第2話                                                          | 10月23日       | 殺人の定理       | 大倉浩一 肥後一二三                   | 金井寛     | 和泉聖治 | 17.0%  | [ 97 ]  |
| 第3話                                                          | 10月30日       | 原因菌           | 岡谷望 円浩次 会田遥香 水倉和弘       | 櫻井武晴   | 和泉聖治 | 15.9%  | [ 98 ]  |
| 第4話                                                          | 11月6日        | 別れのダンス     | 茂手木文彦 須永肇 今宮礼夏 芳川圭一   | 戸田山雅司 | 東伸児   | 18.6%  | [ 99 ]  |
| 第5話                                                          | 11月13日       | エントリーシート | 北川奈月 紀平浩一 高林真理            | 金井寛     | 近藤俊明 | 16.8%  | [ 100 ] |
| 第6話                                                          | 11月20日       | 右京の腕時計     | 津田陽一 藤井守 関一馬                | 徳永富彦   | 近藤俊明 | 15.6%  | [ 101 ] |
| 第7話                                                          | 11月27日       | 目撃証言         | 千倉博 佐野陽一 東海林美久 清水稔     | 飯田武     | 東伸児   | 14.4%  | [ 102 ] |
| 第8話                                                          | 12月4日        | 最後の淑女       | 矢嶋小百合 夏河郷士 江花須磨子        | 戸田山雅司 | 橋本一   | 15.4%  | [ 103 ] |
| 第9話                                                          | 12月11日       | かもめが死んだ日 | 小西皆子 源富三郎 酒田鉄平 夢路       | 輿水泰弘   | 橋本一   | 16.9%  | [ 104 ] |
| 第10話                                                         | 2014年1月1日   | ボマー           | 北村悠馬 桂木重吾 正木浩輔 桂木涼     | 太田愛     | 和泉聖治 | 19.6%  | [ 105 ] |
| 第11話                                                         | 1月8日         | デイドリーム     | 西牟田叶絵                            | 高橋悠也   | 安養寺工 | 16.2%  | [ 106 ] |
| 第12話                                                         | 1月15日        | 崖っぷちの女     | 中井雪絵                              | 金井寛     | 近藤一彦 | 18.6%  | [ 107 ] |
| 第13話                                                         | 1月22日        | 右京さんの友達   | 毒島幸一 佐藤静香 烏森凌              | 真野勝成   | 橋本一   | 17.4%  | [ 108 ] |
| 第14話                                                         | 2月5日         | 顔               | 上野拓馬 炭谷善也 白鳥聡美 児玉加津子 | 真部千晶   | 橋本一   | 17.6%  | [ 109 ] |
| 第15話                                                         | 2月12日        | 見知らぬ共犯者   | 山路康介 有村亮 大倉奈津 大倉修司     | 山本むつみ | 和泉聖治 | 15.6%  | [ 110 ] |
| 第16話                                                         | 2月19日        | 聞きすぎた男     | 小曽根直哉 鍵谷里枝 三沢泰彦          | 戸田山雅司 | 和泉聖治 | 14.9%  | [ 111 ] |
| 第17話                                                         | 3月5日         | ヒーロー         | 里見麗子 杉本竜也 轟秀和              | 金井寛     | 田村孝蔵 | 14.4%  | [ 112 ] |
| 第18話                                                         | 3月12日        | 待ちぼうけ       | 友部巧 伊沢雪美 津久井和夫            | 古沢良太   | 近藤俊明 | 15.2%  | [ 113 ] |
| 最終話                                                         | 3月19日        | プロテクト       | 御影康次郎 御影智三 御影真一 御影悠二 | 輿水泰弘   | 和泉聖治 | 19.6%  | [ 114 ] |
| 平均視聴率 17.4%（視聴率はビデオリサーチ調べ、関東地区・世帯） |                |                  |                                       |            |          |        |         |

### season13
- 2014年10月15日 - 2015年3月18日、全19話、平均視聴率 17.4%。
- タイトルロゴは『相棒 season13』。season9以来4年ぶりに「season（数字）」という表記になった。
- 第1話・最終話は20時から22時9分の2時間9分SP。
- 第10話は木曜21時から23時30分の2時間半SP。
- 最終話のみ、冒頭にサブタイトルの表示がなされている。

| 話数                                                           | 放送日         | サブタイトル               | あらすじ 登場ゲスト                                 | 脚本                      | 監督     | 視聴率 | 脚注    |
| -------------------------------------------------------------- | -------------- | -------------------------- | --------------------------------------------------- | ------------------------- | -------- | ------ | ------- |
| 第1話                                                          | 2014年10月15日 | ファントム・アサシン       | 吉田一郎 日下栄介 天野是清 若島博文                 | 輿水泰弘                  | 和泉聖治 | 19.8%  | [ 117 ] |
| 第2話                                                          | 10月22日       | 14歳                       | 高宮信一 高宮優                                     | 森下直                    | 池澤辰也 | 18.4%  | [ 118 ] |
| 第3話                                                          | 10月29日       | 許されざる者               | 長谷川重徳 永井多恵                                 | 金井寛                    | 和泉聖治 | 15.5%  | [ 119 ] |
| 第4話                                                          | 11月5日        | 第三の女                   | 浅木真彩 名取恵子                                   | 徳永富彦                  | 橋本一   | 17.3%  | [ 120 ] |
| 第5話                                                          | 11月12日       | 最期の告白                 | 滝沢勝二 岩倉圭一 堀江邦之 北村久美子               | 金井寛                    | 近藤一彦 | 14.6%  | [ 121 ] |
| 第6話                                                          | 11月19日       | ママ友                     | 棚橋雅代 佐々木広子                                 | 金井寛 （原案：藤井清美） | 橋本一   | 16.2%  | [ 122 ] |
| 第7話                                                          | 12月3日        | 死命                       | 田無昌平 小山美波 大原美千代 高安奈々               | 真野勝成                  | 和泉聖治 | 13.8%  | [ 123 ] |
| 第8話                                                          | 12月10日       | 幸運の行方                 | 久米健一 小池信雄 平直哉                            | 太田愛                    | 近藤俊明 | 15.8%  | [ 124 ] |
| 第9話                                                          | 12月17日       | サイドストーリー           | 三塚奈々 小宮山佳枝 小宮山茂樹                      | 池上純哉                  | 池澤辰也 | 15.0%  | [ 125 ] |
| 第10話                                                         | 2015年1月1日   | ストレイシープ             | 西田悟巳 橘高誠一郎 飛城雄一 梶井素子 佐伯紫乃 日野 | 真野勝成                  | 和泉聖治 | 16.9%  | [ 126 ] |
| 第11話                                                         | 1月14日        | 米沢守、最後の挨拶         | 山崎総一郎 長谷川健宣 早乙女美穂 内田圭一           | 徳永富彦                  | 橋本一   | 18.3%  | [ 127 ] |
| 第12話                                                         | 1月21日        | 学び舎                     | 池本正 久我沢舞 ミツオ 吉野慶介                     | 藤井清美                  | 橋本一   | 18.3%  | [ 128 ] |
| 第13話                                                         | 1月28日        | 人生最良の日               | 山田淑子 四宮裕二                                   | 山本むつみ                | 橋本一   | 17.6%  | [ 129 ] |
| 第14話                                                         | 2月4日         | アザミ                     | 新宮孝子 新宮蔵人 新宮響                            | 太田愛                    | 橋本一   | 16.6%  | [ 130 ] |
| 第15話                                                         | 2月11日        | 鮎川教授最後の授業         | 鮎川珠光 御堂黎子                                   | 輿水泰弘                  | 和泉聖治 | 19.9%  | [ 131 ] |
| 第16話                                                         | 2月18日        | 鮎川教授最後の授業・解決篇 | 鮎川珠光 御堂黎子                                   | 輿水泰弘                  | 和泉聖治 | 18.0%  | [ 132 ] |
| 第17話                                                         | 3月4日         | 妹よ                       | 陣川美奈子                                          | 金井寛                    | 橋本一   | 17.0%  | [ 133 ] |
| 第18話                                                         | 3月11日        | 苦い水                     | 饗庭丈弘 桐山友哉                                   | 真野勝成                  | 橋本一   | 15.5%  | [ 134 ] |
| 最終話                                                         | 3月18日        | ダークナイト               | 梶祐一郎 種村和真                                   | 輿水泰弘                  | 和泉聖治 | 20.3%  | [ 135 ] |
| 平均視聴率 17.4%（視聴率はビデオリサーチ調べ、関東地区・世帯） |                |                            |                                                     |                           |          |        |         |

## 主な登場人物
- 杉下右京 - 水谷豊
- 神戸尊 - 及川光博（S8-1〜S10-19〈終〉まで登場）
- 甲斐享 - 成宮寛貴（S11-1〜S13-19〈終〉まで登場）
- 笛吹悦子 - 真飛聖（S11-1〜S13-19〈終〉まで登場）
- 宮部たまき - 高樹沙耶（S10-1まで登場）
- 月本幸子 - 鈴木杏樹（S10-12から登場）
- 内村完爾 - 片桐竜次
- 中園照生 - 小野了
- 伊丹憲一 - 川原和久
- 三浦信輔 - 大谷亮介（S12-1まで登場）
- 芹沢慶二 - 山中崇史
- 米沢守 - 六角精児
- 角田六郎 - 山西惇
- 大木長十郎 - 志水正義
- 小松真琴 - 久保田龍吉
- 陣川公平 - 原田龍二(S9-5、9、17 / S10-17 / S11-13 / S12-11 / S13-17に登場）
- 大河内春樹 - 神保悟志 (S8-1、10、12、19〈終〉 / S9-2、9、16 / S10-1、10、16、19〈終〉 / S11-1、4、12、19〈終〉 / S12-1、10 / S13-5、10、19〈終〉に登場)
- 小野田公顕 - 岸部一徳（S9-18〈終〉まで登場）
- 甲斐峯秋 - 石坂浩二（S11-1から登場）
- 社美彌子 - 仲間由紀恵（S13-1、10、15、16に登場）

## 主な登場人物関連ゲスト
主な登場人物の親族
- 雁屋耕大 - 井上高志（S12-19〈終〉）
- 社美彌子の母親 - 三谷侑未（S13-1）
- 陣川美奈子 - 水崎綾女（S13-17）

主な登場人物の元相棒
- 相原誠 - 萩原聖人(S10-15）
- 岩月彬 - 田中圭（S11-17、19〈終〉）

## 複数回登場のゲスト

### 複数回登場（警視庁）
本庁総務部
- 田中靖 - 五王四郎（S11-1）

本庁刑事部
- 吉岡琢磨 - 坂田雅彦（S8-11 / S10-10 / S13-10）
- 大石真弓 - 松本若菜（S11-11 / S12-10）
- 早乙女美穂 - 奥田恵梨華（S13-11）

本庁警備部
- 井手実篤 - 井上高志（S11-1）
- 日野 - 寺島進（S13-10）

本庁公安部
- 原子嘉和 - 大出俊（S10-10 / S12-1）
- 天野是清 - 羽場裕一（S13-1）

本庁生活安全部
- 小田切亜紀 - 関めぐみ（S11-17）

その他本庁
- 川上博康 - 重松収（S9-6）
- 田丸寿三郎 - 品川徹（S9-9 / S11-1）
- 長谷川宗男 - 國村隼（S10-19〈終〉）

所轄
- 堀江邦之 - 山口良一（S11-1、2、6 / S13-5）
- 沢田泰三 - 園岡新太郎（S11-1、6 / S13-5）
- 土屋公示 - 芹沢礼多（S11-1 / S13-5）

### 複数回登場（三権）
政治家
- 片山雛子 - 木村佳乃（S9-18〈終〉 / S10-19〈終〉 / S13-18）

警察庁
- 佐藤静夫 - なかみつせいじ（S8-12、19〈終〉）
- 渡辺真澄 - 吉満涼太（S8-12、19〈終〉）
- 鈴木 - 影山英俊（S8-19〈終〉）
- 横田 - 福田信昭（S8-19〈終〉)
- 金子文郎 - 宇津井健（S9-9）
- 三奈瀬恭介 - 崎山凛（S10-10）

弁護士
- 瀬田宗明 - 渡哲也（S10-2）

### 複数回登場（企業）
報道関係者
- 守村やよい - 本仮屋ユイカ（S10-5）
- 照本 - 石橋祐（S11-12)
- ヤロポロク・アレンスキー - ユーリー・B・ブラーフ（S13-1）

その他企業関係者
- 奥村光良 - 金井勇太（S8-17 / S10-14）
- 池谷隆平 - 三宅弘城（S8-17 / S10-14）
- 山崎正一 - 松本実（S8-17 / S10-14）

### 複数回登場（反社）
暴力団関係者
- 田村秀明 - 児玉貴志（S10-12）

その他反社会勢力
- 本多篤人 - 古谷一行（S8-1 / S9-18〈終〉）
- 早瀬茉莉 - 内山理名（S8-1 / S9-18〈終〉）（幼少期：池田心雪〈S8-1〉）

### 複数回登場（その他）
その他自営業者
- 矢木明 - 高橋克実（S10-11）

その他
- 江波和江 - 山本道子（S7-11）
- 遠山ちず - 前沢保美（S8-18）
- 吉田一郎 - 松尾貴史（S11-7 / S13-1）

## 単発ゲスト
tenn
season8 / season9 / season10 / season11 / season12 / season13

### season8（2009年 - 2010年）
第1話 カナリアの娘
- 高倉俊司（大学助手） - 鈴木一真
- 脇田輝之（自動車整備工） - 弓削智久
- 早瀬ゆかり（茉莉の母） - 水谷理砂
- 今宮幸夫（被害者） - 速見領

第2話 さよなら、バードランド
- 青柳和樹（出版社社長） - 大浦龍宇一
- 黒木芳彦（オフィス黒木 社長） - 神尾佑
- 宇野宗一郎（東都大学 准教授） - 増沢望
- 渡辺政雄（九段商事営業） - 吉見一豊
- 黒木梨絵（芳彦の妻） - 大竹一重
- 三井（オフィス黒木の経理） - 奏谷ひろみ
- 嶋田太郎（設計事務所社員） - 沼崎悠
- 広田哲夫（英明物産 専務） - 牟田浩二

第3話 ミス・グリーンの秘密
- 武井敦夫（大学生） - 川口真五
- 野村弘（プログラマー） - 笠原秀幸
- 佐々木たつ子（主婦） - 新海百合子
- 二宮葵（緑の妹） - 上岡紘子
- 高階仁（聖ヤコブ幼稚園 園長） - 平野稔
- 石田正治（バードウオッチャー） - 越村公一
- 池上正宣（麻薬の売人） - 外川貴博
- 二宮緑（ガーデニング好きな老女・通称「ミス・グリーン」） - 草笛光子

第4話 錯覚の殺人
- 好田究（城東大学 教授） - 近藤芳正
- 池谷佳彦（山名の同僚） - 松尾政寿
- 山名絵美（セントラルテレビ総務部勤務） - 高松あい
- 大岡（番組プロデューサー） - 宮本大誠
- 福永ミノル（番組MC） - 坂本真
- 竹井（セントラルテレビ スタッフ） - 坂本恵介
- 加藤（池谷・山名の上司） - 蒲田哲
- 野元（ライブ会場機材搬入スタッフ） - 津阪雄一

第5話 背信の徒花
- 片倉渉（国土建設省の課長補佐・三島と同期） - 中村繁之
- 江藤大（養護老人ホーム「敬葉園」所長） - でんでん
- 三島章（国土建設省の官僚） - 村井克行
- 沢村公平（国土建設省の官僚） - 笠兼三
- 森村シズ（「敬葉園」の住人） - 菊地佐玖子
- 吉田京子（「敬葉園」のスタッフ） - 二階堂千寿

第6話 フェンスの町で
- 土本公平（中学3年生） - 森田直幸
- 村越良明（中学3年生） - 阪本奨悟
- 土本由香里（公平の母） - 仁藤優子
- 村越由美（良明の母） - 滝沢涼子
- 大瀧（ミリタリーサークル） - 本田誠人
- 山下（ミリタリーサークルリーダー・車検整備工） - 藤岡大樹
- 土本（公平の父） - 岸本光正
- 佐藤（公平・良明の中学校担任教師） - 高松克弥

第7話 鶏と牛刀
- 栗田亜由美（藤石の彼女） - 久遠さやか
- 柴田真（新宿第2社会年金事務所徴収課 課長） - 三井善忠
- 六原修司（暴力団「二見組」構成員） - さくまひろし
- 鈴村郁夫（新宿第2社会年金事務所徴収課） - 桜井聖
- 滝美穂子（新宿第2社会年金事務所徴収課） - 松下恵
- 橘義郎（警視庁捜査二課 刑事） - 河野洋一郎
- 水木信二（警視庁捜査二課 刑事） - 白井圭太
- 増沢保（福祉厚生省の官僚） - 大門正明
- 藤石正輝（新宿第2社会年金事務所徴収課 係長） - 江藤大我
- 鷲永学人（福祉衛生省 幹部） - 森富士夫
- 一ツ木康雄（暴力団 組長） - 平田康之
- 川井謙次郎（福祉衛生省 幹部） - 矢嶋俊作

第8話 消えた乗客
- 君野恵（保険外交員） - 中川安奈
- 中島弘昭（立川バス運転手） - 松田洋治
- 上条学（フリーター） - 平野貴大
- 佐藤由紀（英語の教師） - 浜丘麻矢
- 森本健二（立川バス営業所職員） - 一本気伸吾
- 佐藤（由紀の父） - 紺野相龍

第9話 仮釈放
- 池田美代子（クラブ勤務） - 井上和香
- 久米達也（多摩刑務所 刑務官） - 江上真悟
- 村上真治（多摩刑務所 受刑者） - 永倉大輔
- 高橋孝（山部の隣人） - 寺十吾
- 山部勇（仮釈放中の受刑者） - 大橋てつじ
- 竹内（善楓会 施設長） - 花王おさむ
- 牧野（埼玉刑務所 刑務官） - 山口粧太

第10話 特命係、西へ!
- 細野唯子（生体組織工学研究センター 主任研究員・神戸尊の元恋人） - 檀れい
- 前川博義（生体組織工学研究センター 研究員） - 橋爪淳
- 芝木美都代（祇園のスナックママ・元芸妓） - いしのようこ
- 古屋茂吉（京都府経済振興会 会頭・七哲庵代表） - 石田太郎
- 蒲田玄洋（茶道家） - 山路和弘
- 牧瀬妙子（占術士） - 山口美也子
- 高村朋治（呉服屋） - 山中敦史
- 津田誠（厚労省役人・唯子の監視役） - 松田優
- 上杉（京都府警 刑事） - 野口貴史
- 田中富貴子（山小屋の所有者） - 富永佳代子
- 千利休（安土桃山時代の茶人） - 峰蘭太郎
- 明智光秀（安土桃山時代の武将） - 浅田祐二
- 織田信長（安土桃山時代の武将） - 石倉英彦
- 豊臣秀吉（安土桃山時代の武将） - 西村匡生
- 浅井牧彦（ひったくり強盗犯） - 木下隆行
- 今井（京都府警 刑事） - 山崎画大
- 細野多久郎（唯子の父） - 中平良夫
- 村田（京都府警 刑事） - 平井真軌
- 高村千恵（高村の妻） - 築山万有美
- 武田規一（東京歴史博物館 学芸員） - 斎藤弘勝
- 三好（生体組織工学研究センター 事務長） - 園岡新太郎

第11話 願い
- 鷹野涼子（美智子の妹） - 黒田福美
- 南条義弘（画家） - 山口馬木也（少年期：深澤大河）
- 南条夏樹（義弘の妻・遥の友人） - 肘井美佳（少女期：松田梨紗子）
- 香坂雅彦（明邦大学 教授） - 小須田康人
- 南条恵子（義弘の母） - 今本洋子
- 真野（刑事） - 浜近高徳
- 松井正（久我山会計 事務） - 小林尚臣
- 乾哲夫（強盗殺人犯） - 手塚秀彰
- 山根洋子（主婦） - 和泉今日子
- 片山（帝都画廊 社長） - 福島勝美
- 田島美智子（遥の母） - 大綱めぐみ
- 田島遥（16年前に失踪した少女） - 優希
- 今井康則（絵本作家・故人） - 宮崎稲穂

第12話 SPY
- 水木隆人（警視庁警務部人事2課長） - 美木良介
- 青山まどか（銀座「ポリリズム」ホステス） - 小嶺麗奈
- 三田園方正（警視庁総務部課長・早稲田大学法学部卒業） - 芦川誠
- マリ（ホステス） - 本多裕香

第13話 マジック
- 秋川満（マジシャン「ミスターアキ」） - 中村有志
- 秋川香奈恵（満の妻・オフィスイリュージョン 社長） - クノ真季子
- 秋川元（満の息子） - 竹内寿
- 澤田郁哉（ミスターアキの弟子・本名「田中慎一郎」） - 大口兼悟
- 新井俊輔（東都リサーチ 所長） - 大月秀幸
- 吉田忠雄（舞台監督） - 下総源太朗
- 速水宏（ミスターアキの元弟子・故人） - 古澤蓮

第14話 堕ちた偶像
- 江嶋充（公民党議員） - 田中哲司
- 安田紘一（ジャーナリスト・江嶋の盟友） - 竹本孝之
- 山口七海（入院中の少女） - 石井萌々果
- 山口順子（七海の母） - 八木小緒里
- 中原（講英社「フロンティア」編集長） - 塩野谷正幸
- 竹下（官僚） - 中原裕也
- 石堂道隆（大手派遣会社の経営者） - 渡会良

第15話 狙われた刑事
- 浜野久信（ホテルの従業員） - 加藤虎ノ介
- 吉武和真（クラブの経営者） - 村田充
- 坂元（証券マン） - 高田賢一
- 中里裕介（美容外科医） - 永田良輔
- 平林政一（弁護士） - 小磯勝弥
- 中村豊喜（ラーメン店の客） - 堀本能礼
- 浜野美涼（浜野の妹） - 新南かおり
- 川北幸也（城南大学ローンサークル 元幹部） - 大和屋ソセキ
- 広瀬峻一（城南大学ローンサークル 幹部） - 森下サトシ
- 小幡悦郎（浜野の親友） - 古川龍太

第16話 隠されていた顔
- 小笠原槙子（恵稜大学社会学部心理学科 准教授） - 鳥居かほり
- 岡本賢治（鶴見ゼミ所属の学生） - 柄本時生
- 鶴見秀雄（恵稜大学社会学部心理学科 教授） - 森下哲夫
- 室井由香（鶴見ゼミの助教） - 河野由佳
- 曽田敬助（恵稜大学社会学部心理学科 准教授） - ふるごおり雅浩
- 坂井（東京消防庁 火災原因調査員） - 木村圭作
- 山下（鶴見ゼミ所属の学生） - 小谷幸弘
- 高木（刑事） - 杉浦文紀
- 大原（鶴見ゼミ所属の学生） - 佐藤智幸
- 陽子（鶴見ゼミ所属の学生） - 西田奈津美
- 野口（恵稜大学農学部の学生） - 八代真吾
- 塚本（恵稜大学農学部の学生） - 栗林和輝
- グレッグ・バーナード（イェール大学 教授） - ロバート・レッド・ベア

第17話 怪しい隣人
- 名和田忠志（南北警備保障 警備員 → 南北警備保障営業部） - 小倉一郎
- 佐藤渉（侵入された家の住人） - 川本淳市
- 佐藤礼子（渉の妻） - 広澤草
- 中山早織（クラブのママ） - 杉崎佳穂
- 小沢直道（鈴川管工社 社長） - 大原康裕
- 藤村正雄（不動産屋） - 諌山幸治

第18話 右京、風邪をひく
- 樫山ジュン（西島の住むアパートの隣人） - 東風万智子
- 西島武彦（前歴者） - うえだ峻
- 戸倉翔（樫山の交際相手・美容師） - 滝直希
- 宮村美保子（「オリエントマンション元町」の入居者） - 山田キヌヲ
- 東海林梢（雅之の娘） - 山田海遊
- 東海林雅之（テレビプロデューサー） - 松崎謙二
- 東海林緑（雅之の妻） - ふるたこうこ

最終話 神の憂鬱
- 伊達香（警察庁警備局警備企画課警備システム開発係 係長・警視） - 水野美紀
- 間瀬登（警察庁警備局警備企画課 課長） - 寺泉憲
- 宇田川次郎（首都警備保障 常勤顧問・元警察庁警備局長） - 清水章吾
- 岩井裕也（首都警備保障技術開発部 課長） - 永野典勝
- 林正高（邦和テクノロジー 社員） - 井上康
- 岩井はるか（裕也の妻） - 大田沙也加
- 早乙女幸次（帝都物産電子通信部設計課 係長） - 木川淳一
- 綿吹勇人（警察庁交通局都市交通対策課） - 山崎進哉
- 益田秀雄（帝都物産電子通信部設計課 課長・早乙女の上司） - 浦崎宏
- 斎藤和利（弔問客） - 木之内頼仁
- 井上治（弔問客） - 朱源実

### season9（2010年 - 2011年）
第1話 顔のない男
第2話 顔のない男〜贖罪
- 上遠野隆彦（元警視庁SAT小隊長） - 徳重聡
- 篠原孝介（警視庁SAT隊員・木村の親友） - 阿部進之介
- 笠井享子（伏見の娘で宏樹の妻） - 梅宮万紗子
- 山根幸博（豊日商事運輸 部長） - 坂西良太
- 水元湘子（作家・本名「吉野湘子」） - 安藤麻吹
- 木村（警視庁SAT隊員・故人） - 木村彰吾
- 笠井宏樹（山根の部下） - 若林久弥
- 大翔（享子の息子） - 馬渕誉
- 伏見享一良（防衛族の元自友党幹事長・日米政治文化振興協会 理事） - 津嘉山正種
- 吉野茂久（白秋社 社長・湘子の夫） - 近江谷太朗（第1話のみ）
- 橋田朋美（社長秘書） - 金子久美（第1話のみ）
- 川芝直哉（湘子ファン） - 恩田括（第1話のみ）
- 宮下直樹（社員） - 石井テルユキ（第1話のみ）
- 岡崎敦也（湘子のアシスタント） - 松川真也（第1話のみ）
- 水元卓蔵（湘子の父・大分建設 会長） - 岩尾拓志（第1話のみ）
- 辻本邦明（伏見の秘書） - 中山峻（第2話のみ）
- 福間知義（航空幕僚副長） - 大川ひろし（第2話のみ）
- 久慈則広（日本国際航空調達部 担当役員） - 加納健次（第2話のみ）

第3話 最後のアトリエ
- 榊隆平（画家・有吉の友人） - 米倉斉加年（青年期：島嵜寿）
- 三木昌弘（三木プランニング 社長） - 貴山侑哉
- 白藤譲（NANKYU AGENCY 社員） - 柄沢次郎
- 平野雅子（三木のアシスタント） - 建みさと
- 有吉比登治（画家・故人） - 水谷百輔
- 江頭（大蔵画塾） - ト字たかお
- 山下（シルクランド銀座） - 藏内秀樹
- 矢部（城南藝術大学 教授） - 関川慎二
- 高柳元（贋作家） - 荒谷清水

第4話 過渡期
- 猪瀬洋三（入谷警察署総務課 刑務係長） - 螢雪次朗
- 丸山渡（入谷警察署鑑識係 係長） - 新井康弘
- 星川智明（入谷警察署 刑事） - 柳憂怜
- 上田庄之助（第一発見者） - 山田吾一
- 立松雄吾（「サングリーンホテル」宿泊客） - 崔哲浩
- 細野哲臣（雄吾の知人） - 累央
- 立松スミ（被害者） - 仲野元子

第5話 運命の女性
- 桧原奈緒（偽名「篠原〈しのはら〉奈緒」「檜原〈ひのはら〉奈緒」） - 京野ことみ
- 坂田（警視庁生活環境課 警部） - 九十九一
- 堀田（青山警察署盗犯係 刑事） - 樋浦勉
- 浅野亘（石井貿易 元幹部） - 鈴木豊
- 石井久雄（石井貿易 社長） - 史朗
- 黒田猛（指名手配犯） - 阿部亮平
- 鯨岡学（黒田猛と人違い） - 阿部亮平（二役）

第6話 暴発
- 五月女雄（厚労省麻薬取締部 課長） - 尾美としのり
- 鎌田健作（二見会構成員） - 山口祥行
- 後藤幸一（二見興業 社員・構成員） - 大柴隼人
- 松井嘉昭（売人） - 賀川黒之助
- 神田慎介（売人） - 中野裕斗
- 呉純一（厚労省麻薬取締部 捜査官） - 高橋俊次
- 志村利恵（厚労省麻薬取締部 捜査官） - 田村直子

第7話 9時から10時まで
- 伊藤正隆（美術商） - 黄川田将也
- 坂本康平（不動産業） - 阿藤快
- 北野清志（北野貿易 社長） - 五宝孝一
- 奥田徹（東洋古美術 社長） - 西本竜樹
- 前川剛（北野の部下） - 光宣
- 山村直樹（北野の秘書） - 児島功一

第8話 ボーダーライン
- 柴田貴史（フリーター） - 山本浩司
- 柴田裕史（貴史の兄） - 中野英樹
- 鈴村淳（墨川区役所・福祉事務所の職員） - 長岡尚彦
- 郷田正（ゴーダ土建 社長） - 天田暦
- 木下絵利香（貴史の元恋人） - 林田麻里
- 野田新造（滝沢警察署生活安全課防犯係） - 内野智
- 南栄治（レンタルコンテナみなみ 社長） - 平尾仁
- 尾崎裕也（リサイクルショップ店 店主） - 佐藤滋
- 沢秀雄（沢エンタープライズ 社長） - 金井良信
- 茂永沙希（洋菓子販売店の店員） - 平間美貴

第9話 予兆
- 藤崎俊孝（警視庁警務部訟務課） - 志村東吾
- 藤崎真由子（藤崎の妻） - 吉田羊
- 中路絵利子（警察庁長官官房総務課・故人） - 高尾祥子
- 高野友彦（警察庁長官官房） - 高杉航大
- 住吉実史（警察庁長官官房総務課 課長） - 草野とおる
- 日高千広（会員制シングルズバージョロシア 経営者） - 鈴木博之

第10話 聖戦
- 富田寿子（レストランの従業員） - 南果歩
- 折原夏実（忠志の妻） - 白石美帆
- 江上健造（前歴者） - 中野英雄
- 江上恵理子（健造の姉） - 石野真子
- 南雲幸次郎（有限会社「南雲プロダクション」社長） - 大石吾朗
- 富田邦夫（寿子の夫・故人） - 市山貴章
- 江上初子（健造と恵理子の母） - 花原照子
- 折原忠志（金融会社の営業担当） - 天野浩成
- 富田広人（寿子の息子・故人） - 小林優斗（幼児期：西岡航 / 少年期：吉川史樹）
- 岡部（レストランの店長） - 土屋良太
- 島田（寿子の同僚） - 美緒
- 南雲（南雲の妻） - 丸山瑠真
- 南雲理奈（南雲の娘） - 村田唯
- 折原秋穂（忠志の娘） - 山田菜々香

第11話 死に過ぎた男
- 川野真紀子（弁当屋に勤務・修と同居） - 中原果南
- 工藤彩子（慎治の妻） - 河合美智子
- 島田雄一（西八王子市役所会計課 係長） - 菅田俊
- 信川順（「佐藤修」として弁当屋に勤務） - 本間剛
- 工藤慎治（レストラン「Volare」シェフ） - 佐伯新
- 津島賀代子（津島の母） - 吉本選江
- 津島崇（信川の元同僚） - 筒井巧
- 宇野（千葉県警南房総警察署 刑事） - 西海健二郎
- 工藤亜美（彩子の娘） - 池田心雪

第12話 招かれざる客
- 水口君代（レストラン「オーベルジュ」の客・勇人の妻） - 映美くらら
- 赤堀勇人（同店の客・税務コンサルタント会社の社長） - 木村栄
- 西尾明久（同店のシェフ） - エド山口
- 桑原岳彦（同店の客・修子の夫） - 中田博久
- 副島隆志（同店の客・修子の弟） - 近童弐吉
- 川野辺修子（同店の客・岳彦の妻） - 広岡由里子
- 西尾詠子（同店のフロア係・明久の妻） - 山村美智
- 武本麻美（公蔵の孫娘） - 高畠華澄
- 市田亮一（城東建設 元社員） - 山崎直樹
- 大野（市田の上司） - 掛田誠
- 武本公蔵（武本リゾート 会長・故人） - 井原幹雄

第13話 通報者
- 藤吉祐太（狛江市立北野川中学校 3年生） - 溝口琢矢
- 赤松肇（今井造園 庭師） - 建蔵
- 藤吉美里（美奈子の姉・スナック「シャルマン」ホステス） - 阿南敦子
- 宗方綾乃（旧家の女主） - 堀ひろこ
- 笠井俊子（生け花教師・恐喝の前科者） - 益田ひろ子
- 細野忠雄（ケースワーカー） - 上田茂
- 下山巧（祐太の担任） - 中脇樹人
- 藤吉美奈子（祐太と祐芽の母・生活保護受給者） - 内田量子
- 今井孝雄（今井造園 社長） - 岡田正
- 藤吉祐芽（祐太の妹） - 山岡愛姫
- 高橋明子（狛江市立北野川中学校 華道部顧問） - 松本舞
- 宗方剛史（宗像綾乃の夫・婿養子・西北大学 講師） - 八幡朋昭

第14話 右京のスーツ
- 笹原真紀（古谷洋服店のテーラー） - 青山倫子
- 安藤総一郎（安藤総合ビル 社長） - 森次晃嗣
- 樋村学（新帝都銀行銀座支店長） - 津村和幸
- 池田典昭（調査会社「池田リサーチ」代表） - 清水伸
- 樋村小百合（学の妻） - 星野光代
- 乾井昭弘（学の部下） - 松澤仁晶
- 古谷勲（古谷洋服店 店主） - 小松政夫

第15話 もがり笛
- 江田勉（青梅医療刑務所の重病懲役囚） - 火野正平
- 井上洋子（青梅医療刑務所の介護士） - つみきみほ
- 佐野一郎（教誨師） - 遠山俊也
- 茂田早奈江（被害者遺族） - 立石涼子
- 浪岡収造（青梅医療刑務所の重病懲役囚） - 赤星昇一郎
- 市倉康弘（青梅医療刑務所の刑務官） - 小宮健吾
- 石嶺聡（市倉の同僚） - 大佐藤崇
- 相田宗太（市倉の同僚） - 小島康志
- 戸村隆正（経理夫） - 村上新悟
- 鈴木晴子（看護師） - 千野裕子
- 伊藤昌洋（飲食店店主・故人） - 舟久保信之
- 茂田信（早奈江の夫・故人） - 向井修

第16話 監察対象 杉下右京
- 仁木田栞（警視庁警務部監察官） - 堀内敬子
- 森井孝次郎（帝都新聞 記者） - 伊東孝明
- 仙道信義（フォーイースト不動産 社長） - 篠塚勝
- 金谷陽充（アルタイル証券 社長） - 俊藤光利
- 佐橋敏雄（金谷の部下・専務） - 橋沢進一
- 千葉文宏（仙道の部下） - 金子太郎
- 杉山美咲（秘書） - 星野美穂

第17話 陣川警部補の活躍
- 門馬悟（万引き犯） - 中村靖日
- 北薗摩耶子（篤彦の妻・元ホステス） - 霧島れいか
- 矢橋宗市（前歴者） - 國本鍾建
- 尾沢泰夫（北薗興産 専務） - 山崎大輔
- 北薗篤彦（北薗興産 元会長） - 菅野菜保之
- 山本（コンビニ店長） - 芝崎昇

最終話 亡霊
- 三反園邦康（公安調査庁管理官） - 白竜
- 宮内久志（三反園の部下） - RIKIYA
- 鮎川音弥（菊池写真館 店主） - 岡本富士太（S14-10〈写真〉）
- 上野幸四郎（内閣危機管理監） - 真夏竜
- 山本（片山の秘書） - 河合龍之介
- 柴田美津夫（三反園の部下） - 中倉健太郎
- 丸山宏樹（公安調査庁 職員） - 塚原大助
- 勝又司（炭疽菌テロの関係者） - 清川均（S14-10〈写真〉）
- 宮本（女性捜査員） - 宮本京佳
- 後藤英輝（炭疽菌テロの関係者） - 石川裕一（S14-10〈写真〉）

### season10（2011年 - 2012年）
第1話 贖罪
- 磯村菜々美（裁判官） - 戸田菜穂（S10-16〈回想〉）
- 若林晶文（デイトレーダー・元マンション管理人） - 大沢樹生
- 大森誠志郎（大学教授・元裁判官） - 吉田鋼太郎（S10-16〈回想〉）
- 池上慎二（アイシン信用調査 社長・元刑事） - 天宮良
- 益子英彦（弁護士・15年前の事件で城戸を起訴した検事） - 赤塚真人
- 釜田千也（弁護士・15年前の事件で公判を担当した検事） - 升毅（S10-16〈回想〉）
- 若林由香恵（晶文の妻・旧姓「染谷」） - 松永玲子
- 城戸充（綱島瑛子殺害の容疑で15年間服役 → 仮出所後投身自殺） - 池内万作（S10-16〈回想〉、19〈終〉〈回想〉）
- 綱島瑛子（神戸尊の友人・15年前殺害） - 長澤奈央
- 酒井幹子（光男の妻） - 茅島成美
- 城戸生江（充の母） - 長内美那子
- 酒井光男（元警視庁捜査一課 刑事・故人） - 戸井田稔
- 小森俊幸（所轄署の刑事） - 野添義弘
- 若林文悟（晶文の父） - 児玉謙次

第2話 逃げ水
- 新開孝太郎（拓海の父） - 綿引勝彦
- 新開清美（拓海の母） - 二木てるみ
- 南智子（誠也の姉・旧姓「川北」） - 石橋けい
- 川北浩二（智子と誠也の父） - 久保酎吉
- 川北誠也（元受刑者） - 川野直輝
- 南真（智子の夫） - 大関真
- 水脇亜美（ますだ探偵事務所 調査員） - 最所美咲
- 新開拓海（故人） - 和木亜央
- 川北（川北の母） - 滝本ゆに

第3話 晩夏
- 浅沼幸人（高塔の師） - 小林勝也
- 島津典史（弁護士） - 田口計
- 桐野（40年以上前に織絵が結婚を約束した男性） - 岩瀬亮
- 田中幹夫（浅沼の弟子） - 角野哲郎
- 山上等（元巡査部長） - 阿部六郎
- 竹下（医師） - 京極圭
- 高塔織絵（歌人・「器の会」主宰） - 三田佳子

第4話 ライフライン
- 帯川勉（帯川運送 社長） - 林和義
- 青木誠（青木配送センター 社長） - 青山勝
- 帯川郁美（勉の妻） - 立原麻衣
- 須磨賢太郎（須磨運輸 社長） - 中沢青六
- 帯川美咲（勉の娘） - 藤本七海
- 鈴原修（無登録金融業者） - 大久保貴光
- 澤村和也（帯川運送 従業員） - 迫田孝也
- 杉田哲明（トマキ株式会社 従業員） - 進藤健太郎
- 佐藤清二（被害者） - 松井功（声）

第5話 消えた女
- 山原京子（人材派遣会社「ブレイブスタッフ」営業部販売促進課 社員） - 森口彩乃
- 橋場冴美（「ブレイブスタッフ」常務） - 橘ゆかり
- 岸内雅臣（「ブレイブスタッフ」営業部長） - 高原知秀
- 中根有里子（マンションの住人） - 筒井奏
- 久永智一（IT企業社長） - 谷田歩
- 荘司隆昭（野党議員） - 小田桐一
- 石井（ホテルのフロントスタッフ） - 関秀人
- 天谷楠雄（被害者） - 川上たけし
- 益田（マンションの管理人） - 川嶋秀明

第6話 ラスト・ソング
- 安城瑠里子（ジャズ歌手） - 研ナオコ
- 森脇孝介（作曲家・トランペット奏者） - 真那胡敬二
- 鎌谷充子（MK音楽事務所 社長） - 西山知佐
- 千葉信義（支配人） - 油井昌由樹
- 山口（元赤坂警察署 刑事） - まいど豊
- 茂田美枝（スタッフ） - 金澤ゆかり

第7話 すみれ色の研究
- 加藤誠（植物遺伝子工学研究所 所員） - 柴俊夫
- 竹山学（誠の部下） - 久ヶ沢徹
- 加藤美咲（誠の娘） - 岡野真也
- 桑原博（植物遺伝子工学研究所 所長） - 伊藤高
- 鈴木隆明（誠の部下） - 西山聡
- 加藤恵子（誠の妻・故人） - 舟木幸
- 倉田真理（誠の共同研究者） - 笹峰愛
- 中川浩一（植物遺伝子工学研究所 職員） - 古賀清

第8話 フォーカス
- 谷川正良（北練馬町交番の交番相談員） - 佐川満男
- 有沢広明（報道カメラマン・故人） - 比留間由哲
- 井出彰紀（報道カメラマン・有沢の知人） - 榎亮太朗
- 小島秀隆（練馬中央警察署北練馬町交番 巡査） - 清水優
- 笛野光起（有沢の友人・Mamiya Networks 社員） - 石井テルユキ
- 芝田喜子（写真展のスタッフ） - 宍戸美和公
- 内海佳苗（犯罪被害者・故人） - 戸井智恵美
- 久保山透（通り魔犯人） - 兼松若人
- 村井菜穂美（通り魔事件の被害者） - 岩村愛子

第9話 あすなろの唄
- 栗田加寿実（高松の共同研究者） - 利重剛
- 高松肇（城南大学 教授） - 酒向芳
- 武井久美子（民政党議員） - 大西多摩恵
- 斎藤満（栗田の元同僚） - 木村靖司
- 早乙女茜（助手） - 片岡明日香
- 井上翔太（助手） - 橋田雄一郎
- 青沼（企業経営者） - 高越昭紀

第10話 ピエロ
- 速水智也（誘拐犯・「珈琲屋台 SAKURA」元店員） - 斎藤工
- 平野亮太（古田清掃 従業員） - 遠藤雄弥
- 島村加奈（誘拐被害者） - 大橋のぞみ
- 山田猛（速水の共犯者） - 遠藤要
- 夏目陽一（速水の共犯者） - 内野謙太
- 朝比奈源一郎（朝比奈警備保障 会長・亮太の祖父） - 大林丈史
- 高野恭子（キッズクラブ所長） - 比企理恵
- 平野秋穂（亮太の妻） - 沢井美優
- 山辺辰夫（送迎バスの運転手） - 吉澤健
- 小川洋（「珈琲屋台 SAKURA」店員） - 伊藤友樹
- 古田幸雄（古田清掃 社長） - 若林哲行
- 清水由紀（キッズクラブ保育士） - 吉田エマ
- 橋本孝雄（オペラハウス「森のホール21」支配人） - 佐藤旭
- 島村（加奈の父） - 吉川勝雄
- 島村（加奈の母） - 加茂美穂子
- 斉藤ミツ（アパート管理人） - 星野晶子
- 佐伯陽子（炊き出しボランティア） - 萬井真代
- ピエトロ・クリスト（オペラ「道化師」主演俳優） - ピエトロ・クリスト
- 馬場宗助（朝比奈の部下） - 須賀友之
- 広田（刑事） - 柳東士
- 山口真美（誘拐被害者） - 清水らら
- 小木悠斗（誘拐被害者） - 杉浦諒祐
- 長畑駿（誘拐被害者） - 木村聖哉
- 木嶋ひより（誘拐被害者） - 澤田萌音
- 沢野翔（誘拐被害者） - 寺尾歩武
- 東城天音（誘拐被害者） - 大庭愛未
- 鈴木（神奈川県警 警察官） - 松尾陽介
- 田中（神奈川県警 警察官） - 加藤歩
- 大友重雄（警察庁警備局公安課長） - 目黒祐樹
- 草壁彰浩（速水の共犯者・元自衛隊員） - 吉田栄作

第11話 名探偵再登場
- 福栄晴子（義英の義娘） - 松岡由美
- 稲尾真木彦（バーテンダー） - 矢柴俊博
- 栗山佳美（稲尾の内縁の妻） - 陽月華
- 倉橋悦史（福栄家の使用人） - 真実一路
- 福栄義英（福栄財閥当主） - 松熊信義
- 樋本晃一（メトロポリタンリサーチ 代表） - 鈴木省吾
- 福栄英則（晴子の息子） - 西村亮海

第12話 つきすぎている女
- 間宮清彦（間宮フーズ 社長） - 田中壮太郎
- 間宮政二郎（清彦の父・間宮フーズ 元社長） - 野崎海太郎
- 藤原エイブラハム美佐男（天体構造学研究会 代表） - 古井榮一
- 串田ユキ（間宮家の元家政婦） - 荻野友里
- 大崎智美（月本幸子の社員寮の隣人） - 常石梨乃
- 間宮瑞貴（清彦の息子） - 小山颯
- 綾部イヨ（太陽のしもべ教団 教皇） - 藤井京子

第13話 藍よりも青し
- 葛巻彩乃（草木染工房「えにし」の職人） - 梶芽衣子
- 早坂圭一（西青梅市議会議員） - 武発史郎
- 郷田節子（産廃工場反対運動員） - 円城寺あや
- 瀬野太一（真壁の部下） - 中村圭太
- ソパート（真壁興産から脱走したカンボジア人） - アベディーン・モハメッド
- 真壁義雄（真壁興産 社長） - 原田文明
- 灰谷耕二（堂島組幹部） - 山崎栄

第14話 悪友
- 桂田良枝（喫茶店「くすの木」のパート従業員） - 小柳友貴美
- 沢口京子（喫茶店「くすの木」の常連客） - 甲斐まり恵
- 寺島徹（横坂組 元構成員） - 明石鉄平
- 菅原典史（IT企業「レブリー」社長） - 松沢蓮
- 横坂（暴力団 組長） - 北村晃一
- 高村清美（居酒屋の娘） - 栗原瞳
- 三井浩治（アルトネットワーク 社長） - 舘昌美
- 川北祐三（不動産屋） - 浜幸一郎
- 小田原昌也（三井の秘書） - 関口あきら

第15話 アンテナ
- 佐々木真人（辰人の息子・事件の目撃者） - 松尾英太郎
- 佐々木真理子（辰人の妻） - 佐藤直子
- 佐々木辰人（区役所職員） - 佐藤仁哉
- 水野沙織（マンションの住人） - 岩佐真悠子
- 代田美由紀（主婦） - 村松恭子
- 水野（沙織の夫） - 西山宗佑
- 斎藤麻紀（妊婦） - 小谷早弥花
- 増山浩二（コンビニ店員） - 松本大卒
- 中田恵（被害者） - 平原多香子

第16話 宣誓
- 国原貴弘（警備会社に勤務・元警察官） - 石垣佑磨
- 安達和真（蓮沼警察署 生活安全課長） - 渡辺憲吉
- 益田芳住（蓮沼警察署 刑事課長） - 加納竜
- 高梨宣夫（龍翠会幹部） - 三池崇史
- 島内慎吾（元風俗ライター・故人） - 日向丈
- 野橋幸也（解体工・故人） - 川屋せっちん
- 葉山（蓮沼警察署 署長） - 俵木藤汰
- 沖野（蓮沼警察署刑事課 刑事） - 岡部たかし
- 江口（蓮沼警察署 副署長） - 坂口進也
- 屋島真美子（蓮沼警察署生活安全課 巡査・故人） - 小出ミカ

第17話 陣川、父親になる
- 青井由香利（写真屋の店員） - 松本莉緒
- 津村紗弥（映像制作会社「メディアプログレス」のディレクター） - 宝積有香
- 川野麻紀（「メディアプログレス」のディレクター・故人） - 奈良崎まどか
- 古賀大樹（「メディアプログレス」の社長兼プロデューサー） - 榊原利彦
- 鈴本友之（由香利の別れた恋人） - 藤沢大悟
- 藤代明実（取材対象者） - 小野麻亜矢
- 新田玲奈（取材を受けていた妊婦） - 良田麻美
- 久実（明実の姉） - 大川真澄
- 鈴本光枝（鈴本の母） - 夏映子

第18話 守るべきもの
- 泊真一（ヨツバ化学工業調布研究所 所員） - 今井朋彦
- 土方勇作（イージス警備 身辺警護員・神戸尊の知人） - 合田雅吏
- 鷲尾啓介（ヨツバ化学工業調布研究所 所長） - 佐藤裕
- 三橋卓也（NPO法人「日本丸」代表） - 手塚とおる
- 宮里（警視庁警備部警護課第二係のSP) - 大下源一郎
- 新見（土方の上司） - 矢嶋俊作
- 志村（グローバルエネルギー 社長） - 石井マサト
- 富田（「日本丸」職員） - 江戸川卍丸
- ゆみこ（泊の娘） - 沼倉花菜

最終話 罪と罰
- 嘉神郁子（財団法人「バイオテクノロジー研究所」主席研究員） - 真野響子
- 須賀茜（郁子の娘） - 浅見れいな
- 嘉神隼斗（郁子の息子・茜の兄） - 窪塚俊介
- 尾野（文部科学省職員） - 岡崎宏
- 但馬（文科省ライフサイエンス課 課長） - 照屋実
- 島崎ミホ（第一発見者） - 中里優利
- 羽鳥（「バイオテクノロジー研究所」研究員） - 鈴木達也

### season11（2012年 - 2013年）
第1話 聖域
- 小日向詠美（貞穂の妻） - 賀来千香子
- 根津誠一（在外公館警備対策官・甲斐享の先輩） - 山田純大
- 小日向貞穂（在香港日本国総領事） - 団時朗
- 三井直政（在香港日本国副領事） - 小林正寛
- 江崎秀明（在香港日本国領事） - 市川勇
- 柴山和己（総領事館の医務官） - 佐々木睦
- 江崎絹子（秀明の妻） - 赤間麻里子
- 鯨井晋平（総領事館の料理長） - 山口粧太
- 三井絵里花（直政の妻・故人） - 山崎未花

第2話 オークション
- 坂巻百合子（オークションハウス「ホワイトグラブズ」社長） - 岡まゆみ
- 富塚修一郎（オークションの鑑定士） - 藤木孝
- 盛谷弘光（ジャズ評論家） - 梅垣義明
- 川南夏彦（ホワイトグラブズの骨董担当スペシャリスト） - 八十田勇一
- 相沢良明（遺失物の届出者） - 山本まなぶ
- 中村（タクシー運転手） - 山上賢治
- エド・クレメンス（ピアニスト） - マルクス・ミューラ

第3話 ゴールデンボーイ
- 石堂龍臣（喜多方ジムのトレーナー・元ボクサー） - 山本龍二
- 荒木淳（喜多方ジムのボクサー） - 趙珉和
- 柳田康夫（ビル管理会社「ロイスエステート」社長） - 若杉宏二
- 松井良明（スポーツ雑誌「Boxing Spirits」記者） - 渡嘉敷勝男
- 宮坂敬一（投資アドバイザー・故人） - 中薗光博
- 山村信也（喜多方ジムのトレーナー） - 佐藤修
- 山下博子（ロイスエステート 社長秘書） - 石川美帆
- 下田（管理人） - 小杉幸彦
- 山神辰巳（桜心会 会長） - 伊藤正博
- 武田俊夫（ボクサー） - 宮本健太郎

第4話 バーター
- 潮弘道（NIAクリエイト 社長・元警察庁警備局長） - 石丸謙二郎
- 佐久間勉（日邦警備保障 空港警備担当顧問） - 中丸新将
- 内藤肇（日本国際航空人事部 社員） - 菊池均也
- 内藤裕子（肇の妻） - 宮澤美保
- 栄田（日本国際航空人事部 社員） - 草薙仁
- 浅沼典也（日本国際航空労働組合 組合員） - 中田春介

第5話 ID
- 滝浪正輝（自称システムエンジニア） - 加藤晴彦
- 皆本恵美（NPO法人「日本もえぎ色の会」会員） - 尾上紫
- 富田明美（滝浪の妻） - 李千鶴
- 矢島康彦（滝浪の成りすまし） - 古山憲太郎
- 加藤樹里（女子高生） - 田中美晴
- あみ（女子高生） - 岡村いずみ
- ユミ（女子高生） - 寺山葵
- 米田（中根警察署平町交番 巡査） - 兒玉宣勝
- 増田直由（白澤ジュエリー 警備員・故人） - 加藤裕
- 江藤史子（目黒総合病院 看護師） - 細野今日子

第6話 交番巡査 甲斐享
- 奥山誠（深雪の夫） - 賀集利樹
- 久保亮二（百花不動産 元社員） - 小林高鹿
- 奥山深雪（故人・旧姓「高田」） - 石原あつ美
- 中條江美（中根警察署刑事課 女性警察官） - 渡辺樹里
- 奥山浩（誠の父） - 川端槇二
- 古川裕之（誠の上司） - 加藤満
- 奥山久美子（誠の母） - 泉晶子
- 田中良典（享のかつての同僚） - 竹内和彦
- 奥山大輝（誠の息子） - 須田瑛斗
- 井上祥代（百花不動産大阪本社 社員） - 石原理衣

第7話 幽霊屋敷
- 堺浩太（ホームレス） - 島津健太郎
- 黛喜一（不動産会社「カージナルエステート」社長） - 青柳文太郎
- 屋敷今日子（屋敷政三郎の娘） - 羽田圭子
- 屋敷政三郎（幽霊屋敷の所有者） - 小杉勇二
- 森洋子（屋敷の担当看護師） - 福田ゆみ
- 中山園子（篤志の母） - 野口ふみえ
- 増山伊都夫（ホームレス） - 長野克弘
- 青木卓（唯香の父） - 服部桂吾
- 青木陽香（唯香の母） - 比佐廉
- 赤井美代（啓の母） - 広瀬真寿美
- 赤井啓（失踪者の一人） - 戸松恵哉
- 青木唯香（失踪者の一人） - 池田莉々依
- 今井正二（失踪者の一人・「カージナルエステート」社員） - 足立りょう太
- 中山篤志（故人） - 飯泉アキラ

第8話 棋風
- 篠田彩子（安西の助手・オペレーター） - 高野志穂
- 時田正人（棋士・将棋タイトル7冠） - 竹財輝之助
- 曾根崎邦夫（将棋連盟会長） - 園田裕久
- 安西由典（京南大学理工学部 教授） - 木下政治
- 須藤省吾（安西の助手） - 三浦アキフミ
- 山口（篠田の元恋人） - 粟島瑞丸
- 福田（将棋教室の指導者） - 円地晶子
- 館野次郎（実況アナウンサー） - 松木研也
- 田辺龍馬（棋士） - 酒井康行

第9話 森の中 (前編)
第10話 猛き祈り (後編)
- 伏木田真智子（辰也の娘） - 柴本幸
- 坂口冬二（まろく庵の住人） - ウダタカキ
- 長尾恭子（まろく庵の住人） - 梶原ひかり
- 榊大志（まろく庵の住人） - 相葉裕樹
- 三隅慎二（まろく庵の住人） - 末広透
- ルミ（青梅市中央病院 看護師） - 尾高杏奈
- 伏木田辰也（まろく庵の庵主） - 前田昌明
- 生方豊茂（まろく庵の住人） - 山本學
- 荒木（医師） - 大内厚雄（第9話のみ）
- ケンタ（坂口の弟） - 外波山流太（第9話のみ）
- 種村（外科医） - 奥村寛至（第9話のみ）

第11話 アリス
- 二百郷茜（二百郷家の現当主） - 波瑠（少女期：大西菜友）
- 遠野弘明（ルポライター） - 滝藤賢一
- 宮島加代（二百郷家使用人） - 藤田弓子
- 橘瑠璃子（橘家の令嬢） - 広瀬アリス
- 荻原武志（公安の実働部隊「出店」） - 本宮泰風
- 三島武典（警察庁長官官房総務課秘書室） - 新藤栄作
- 菅井崇（早蕨郷土資料館 館長） - 川辺久造
- 石川哲雄（朋子の顧問弁護士） - 遠藤たつお
- 山崎重雄（早蕨村の村民） - 江藤漢斉
- 玉野（早蕨警察署駐在所 巡査） - 西沢仁太
- 広田靖（警察庁 幹部） - 加藤大祐
- 西川隆一（警察庁 幹部） - 早坂直家
- 児島周三郎（山岸昭和史記念館 職員） - 田崎正太郎
- 佐武克己（山岸昭和史記念館 職員） - 内浦純一
- 吉川武雄（山岸昭和史記念館 館長） - 牧村泉三郎
- 二百郷（茜の父・故人） - 五森大輔
- 堀田（翠青会の会員） - 土井俊明
- 永沢成親（元子爵） - 難波圭一
- 二百郷洋蔵（早蕨ホテル オーナー） - 伊藤聡
- 橘（元子爵） - 松井宗但
- 二百郷（洋蔵の妻） - 西浦明子
- 柴田久造（二百郷家使用人） - 中原丈雄（青年期：中山卓也）
- 二百郷朋子（茜の大叔母） - 酒井和歌子（少女期：上間美緒）
- 国枝史貴（法務省の官僚） - 水谷豊（二役）

第12話 オフレコ
- 山根みちる（東和日報社会部 記者） - ともさかりえ
- 岸倉治美（真和党の議員） - 滝沢涼子
- 葉村比呂臣（外務大臣） - 若松俊秀
- 田所千枝子（岸倉の秘書・故人） - 伊藤久美子
- 高野俊哉（松豊堂製袋 従業員） - 海斗
- 里香（CA） - 町本絵里
- 絵美（CA） - 小島愛
- 智子（学生時代の友人） - 松村はるか

第13話 幸福な王子
- 野間あずみ（幸次郎の義娘） - 足立梨花
- 野間幸次郎（トレンドシステムズ 社長） - 山下規介
- 坂本（フラッシュドアーズ 社長） - 岡田達也
- 添野一機（濱田の債権者） - 森岡弘一郎
- 大石貴伸（濱田の部下） - 神農直隆
- 濱田雅志（濱田アートプロジェクト 社長） - 佐々木研
- 澤山綾子（濱田アートプロジェクト 社員） - 田野聖子
- 今泉（あずみの恋人） - 川口雄介

第14話 バレンタイン計画
- 藍沢修子（祐介の母） - 渡辺梓
- 藍沢祐介（慶明中学校の生徒） - 北村匠海
- 白石幸生（中古レコード店「COCONUTS DISK」店主） - 内野智
- 白石喜美子（幸生の妻） - 小松みゆき
- 藍沢英樹（祐介の父） - 阪田マサノブ
- 高村奈津（慶明中学校の生徒） - 葵わかな
- 三崎佐那（犯罪被害者） - 山口あゆみ
- 藍沢弘信（祐介の兄・故人） - 内海啓貴

第15話 同窓会
- 仲川茂夫（同窓会の幹事） - 志垣太郎（少年期：宮坂健太）
- 森田文恵（料亭「松乃郷」仲居） - 大村彩子
- 吉村肇（同窓会の欠席者） - 野添義弘
- 辻正樹（同窓会の出席者） - 越村公一（少年期：柴郁織）
- 伊東佳奈子（同窓会の出席者） - 川俣しのぶ
- 遠山純二（同窓会の出席者） - 渡辺寛二（少年期：今川貴生夢）
- 真鍋恭子（同窓会の出席者） - 三輝みきこ
- 境浩一（同窓会の出席者） - 野口雅弘
- 山口美知代（料亭「松乃郷」仲居） - 吉田エマ
- 間宮寿子（写真部顧問・故人） - 小倉百代
- 岩田浩司（元中学校教諭） - 近藤正臣（青年期：田島俊弥）

第16話 シンデレラの靴
- 桂馬麗子（帝都女子体育大学 講師・五輪メダリスト） - 中山忍
- 竹沢美枝（アポロン電機 陸上部コーチ） - 萩尾みどり
- 高木富雄（アポロン電機 陸上部監督） - 国枝量平
- 大山直美（アポロン電機 陸上部アシスタントコーチ） - 高橋麻理
- 北島治彦（アポロン電機 陸上部部長） - 山野史人
- 南条遥（上星高校 陸上部員） - 川本まゆ
- 岸村俊子（上星高校 陸上部顧問教師） - 井手規愛
- 山本（アポロン電機人事部 社員） - 水上雅人
- 岸本（スポーツクラブスタッフ） - 河村はるか

第17話 ビリー
- 村井今日子（ネット交流サービス「Facegood」の利用者） - 占部房子
- 川島真里（「Facegood」の利用者） - 野口かおる
- ジョン・エリオット（イギリスの紳士靴ブランド「Aeneas」のCMモデル） - ロバート・アンダーソン
- 野田浩二（バー「Campbel」のマスター） - 牧徹
- 都築修（「Aeneas」の担当者） - 小林峻
- 尾藤正和（「Facegood」の利用者） - 桜木信介
- 新城泰明（バー「Campbel」の客） - 大和屋ソセキ
- 江崎誠（バー「Campbel」のピアニスト） - 乃木太三

第18話 BIRTHDAY
- 鷲尾隼人（八王子市立清澄小学校 6年生） - 加藤清史郎（幼少期：加藤憲史郎）
- 大場三郎（指名手配犯） - 榊英雄
- 鷲尾美鈴（隼人の母） - 古村比呂
- 鷲尾武弘（隼人の父） - 古川悦史
- 千葉（巡査長） - 浜近高徳
- 成田（巡査） - 徳秀樹
- 咲子（大場の恋人） - 中村真知子
- 吉井啓太（轢き逃げ犯） - 宇宙
- 吉井（吉井の父） - 八木岱士
- 瀬田江美子（卓球の指導者・元教師） - 左時枝

最終話 酒壺の蛇
- 君原いずみ（AJファイバーCF事業部航空材料課 事務員） - 星野真里
- 恩地英之（警視庁組織犯罪対策部組織犯罪対策第二課 課長） - 佐藤恒治
- 我孫子大（君原の上司） - 桜井聖
- 王勇（在日東亜民主共和国大使館の商務所参事官） - 岡本光太郎
- 恩地由美子（英之の妻） - メイサツキ
- 我孫子唯（我孫子の妻） - 今井あずさ
- 桜木信雄（東京地検交通部 公安検事） - 岡崎宏
- 石森典子（AJファイバー 受付嬢） - 瀧内公美

### season12（2013年 - 2014年）
第1話 ビリーバー
- 猪瀬幸徳（帝都新聞 記者） - 石田卓也
- 綾辻隆一（「みんなの動画生放送:R」の配信者） - 忍成修吾
- 田部井稔（綾辻のリスナー） - 伊藤俊輔
- 立川美鶴（綾辻のリスナー） - 樋井明日香
- 中津聡（綾辻のリスナー） - 中谷竜
- 一峰悠紀夫（綾辻のリスナー） - 村松和輝
- 高山哲治（大東亜産業 専務） - 大原康裕
- 繁田（刑事） - 遠矢武
- 猪瀬昌幸（大東亜メタル 社長） - 堂下勝気
- 三沢（刑事） - 国分崇

第2話 殺人の定理
- 肥後一二三（宮都大学 教授） - 岡田義徳
- 大倉浩一（電機メーカー社員） - 山本剛史
- 西野恭子（肥後の助手） - 坂田麻衣
- 加藤（帝都大学理学部数学科 教授） - 花王おさむ
- 趙美麗（東亜民主共和国大使館員） - 浜崎茜
- 加代子（大倉の同僚） - 立石由衣
- 恵美（大倉の同僚） - 有坂亜里紗

第3話 原因菌
- 円浩次（ミヤ食品加工 社長） - 赤塚真人
- 浦川正一郎（ウラカワ機械 社長） - 朝倉伸二
- 会田遥香（清美の娘） - 於保佐代子
- 水倉和弘（警視庁生活環境課 刑事） - 吉永秀平
- 増井由美（保健所職員） - 桜田聖子
- 阿部勇司（アプリティーボ 社長） - 片岡弘鳳
- 小林功（望の上司） - 田村泰二郎
- 会田清美（食中毒被害者） - 杉山みどり
- 岡谷望（丸徳フーズ 社員） - 澤山薫
- 橋爪（アプリティーボお台場店 店員） - 松下哲

第4話 別れのダンス
- 須永肇（競技ダンサー） - 大澄賢也
- 今宮礼夏（須永のパートナー） - 陽月華
- 国東遥子（芳川のパートナー） - 万里紗
- 湯沢武大（ヨツバ電器産業のCEO） - 佐々木勝彦
- 芳川圭一（競技ダンサー） - 廣瀬大介
- 佐野伸夫（悦子の同僚） - 西海健二郎（S17-19〈回想〉）
- 岡本（競技会の司会） - 田上ひろし
- 茂手木文彦（湯沢の部下） - 若林久弥

第5話 エントリーシート
- 北川奈月（城南大学経済学部 4年生） - 岩田さゆり
- 紀平浩一（奈月の元彼氏） - 斉藤祥太
- 高林真理（奈月の友達） - 近野成美
- 後藤和人（四菱商事 就職面接担当者） - 小久保寿人
- 皆川克利（ミナガワ就職面接塾 塾長） - 金剛地武志
- 小浜律子（就活生） - 我妻三輪子
- 真田義男（後藤の同職） - 古川九一
- 岩井旬（東山証券 就職面接担当者） - にわつとむ
- 北川絵理子（奈月の姉） - 池松あいみ
- 杉本（紳士服店店員） - 琴菜
- 北川勲（奈月の父） - 岡田謙
- 北川（奈月の母） - 眞田惠津子
- 北川（奈月の妹） - 横山みさ子

第6話 右京の腕時計
- 藤井守（藤東物産 社長） - 井上純一
- 関一馬（ファッションデザイナー） - 辰巳蒼生
- 葛西周平（陽一の部下） - 西守正樹
- 秋田秀紀（藤東物産 幹部） - 田崎正太郎
- 津田香織（陽一の妻） - 松井佳子
- 小林正子（主婦） - 栃原梨乃
- 津田陽一（公認高級時計師） - 篠田三郎

第7話 目撃証言
- 佐野陽一（元受刑者） - 小松和重
- 片山遼（警視庁大橋警察署刑事課） - 井田國彦
- 東海林美久（千倉の同僚・慶明大学 4年生） - 菅野莉央
- 清水稔（ハルの息子） - ヨシダ朝
- 千倉博（カフェ店員） - 藤間宇宙
- 牟田勉（「はらぺこ弁当」店主） - 森富士夫
- 岡英彦（ホームレス） - 山口晃
- 梶田佐緒里（カフェ店長） - 中村愛美
- 清水ハル（犯罪被害者・故人） - 篠塚登紀子
- 野島漣斗（美久の彼氏） - 成田瑛基
- 佐野（佐野の妻） - 森脇由紀
- 生田（警視庁大橋警察署刑事課 刑事） - 大塚達矢
- 佐野（佐野の息子） - 吉田騎士

第8話 最後の淑女
- 夏河郷士（小説家） - 野崎海太郎
- 矢嶋房夫（夏河の屋敷の管理人） - 高木稟
- 矢嶋小百合（房夫の娘・千歳出版 編集者） - 大谷英子（幼少期：高嶋琴羽）
- 矢嶋広江（房夫の妻） - 及川莉乃
- 江花須磨子（財団「江花基金」代表） - 岩下志麻

第9話 かもめが死んだ日
- 小西皆子（かもめ芸者「小鹿」） - 三津谷葉子（少女期：浜崎ひなの）
- 酒田鉄平（酒田建工 社長） - 髙橋洋
- 源富三郎（鉄工所会長） - 外波山文明
- 夢路（半玉芸者） - 入来茉里
- 唯井紀代美（料亭「一の家」女将） - 大信田礼子
- 胡蝶（芸者） - 入江麻友子
- 羽賀（新潟南警察署 刑事） - 山崎直樹
- 古畑健介（皆子の元交際相手） - 管勇毅
- 昌子（バー「ロイヤル」ママ） - 蜷川みほ
- 小西秀子（皆子の母） - 木村みち子

第10話 ボマー
- 桂木重吾（ジャーナリスト） - 宇崎竜童
- 桂木涼（ジャーナリスト・重吾の娘） - 佐藤藍子
- 北村悠馬（月島高校定時制3年） - 大和田健介
- 柳沢晃（東西新聞 記者） - 川野太郎
- 井出聡（警視庁公安部外事第3課 課長） - 大鷹明良
- 犬飼孝則（井手の部下） - 工藤俊作
- 本田克己（井手の部下） - 森本とみやす
- 田所信一（田所法律事務所の弁護士） - 児玉頼信
- 田中光代（アパートの管理人） - 赤司まり子
- 長峰貴子（長峰の妻） - 村上理子
- 山王美紀子（山王財団 理事長） - 岩倉高子
- 山根巌（山王財団 職員） - 三木敏彦
- 北村善子（悠馬の母） - 勝平ともこ
- 長峰真（帝国情報リサーチ社 社員） - 神戸誠治
- 馬場昭夫（ピザ店 店長） - 今村裕次郎
- Ｊ・ボマー（香港で逮捕） - 高松潤
- 北村真紀（悠馬の妹） - 斎藤亜美
- 正木浩輔（警視庁公安部長） - 中村橋之助

第11話 デイドリーム
- 西牟田叶絵（新京大学心理学部 准教授） - 雛形あきこ
- 南雲英嗣（新京大学臨床心理相談研究所 所長） - 井上肇
- 柄本麻耶（新京大学心理学部 准教授） - 森谷ふみ
- 明月（明月探偵事務所 探偵） - 浜近高徳
- 的場太一（柄本のクライアント） - 藤本浩二
- 柳正吾（前科者・銀英会の幹部） - 外川貴博
- 西牟田郁子（叶絵の母） - 蓬萊照子
- 井波駿介（叶絵のクライアント） - 札内幸太

第12話 崖っぷちの女
- 中井雪絵（東京アカデミー音楽学院 講師） - 小島聖
- 布川（東京アカデミー音楽学院 理事長） - 陰山泰
- 宮地（東京アカデミー音楽学院 副校長） - 岸博之
- 加藤（東京アカデミー音楽学院 校長） - 安藤一夫
- 緑川万理（東京アカデミー音楽学院 生徒） - 大野未来
- 前田智文（雪絵の同僚） - 下総源太朗
- 風間守（雪絵の同僚・故人） - 原田裕章
- 岡野（警視庁松枝警察署 刑事課長） - 金井良信
- 前田（智文の妻） - 本多真弓
- 谷川貞夫（ジャズトランペッター） - 原田充大

第13話 右京さんの友達
- 毒島幸一（批評家「毒薬」） - 尾美としのり
- 佐藤静香（ホステス） - 佐藤寛子
- 烏森凌（ミステリー作家） - 加藤厚成
- 大沢重光（文芸評論家） - 田中耕二
- 江藤（紅茶愛好家） - 安藤一人

第14話 顔
- 白鳥聡美（白鳥美容外科クリニック 院長） - 有沢比呂子
- 炭谷善也（上野の上司） - 遠山俊也
- 児玉則彦（「上野拓馬」の顔に整形した男・カフェ店員） - 山口翔悟（整形後：笠原秀幸 / 幼少期：大山蓮斗）
- 児玉（則彦の父） - 山口翔悟（二役）
- 上野拓馬（クラウン倉庫 社員） - 笠原秀幸（二役）
- 藤田真奈（則彦の幼馴染・クリーニング店の店員） - 建みさと
- 井口知世（クラウン倉庫の受付） - 平間美貴
- 浅香実由紀（クラブ「Sweet Rose」ホステス） - 護あさな
- 上野寛子（拓馬の母） - 兎本有紀
- 三木賢三（実由紀の元彼） - 萩野崇
- 高橋（よみうりランドインフォメーション係） - 大久保千晴
- 北山影虎（国会議員） - 平野アキム
- 児玉加津子（則彦の母） - 芦川よしみ

第15話 見知らぬ共犯者
- 大倉修司（奈津の父） - 中山仁
- 有村亮（舞台俳優） - 天野浩成
- 大倉奈津（女優・故人） - 中山絵梨奈
- 山路康介（芸能評論家） - 小林尚臣
- 西原（女優・ドラマ役名） - 多田安希

第16話 聞きすぎた男
- 小曽根直哉（小曽根通信技術研究所 所長） - 山崎樹範
- 鍵谷里枝（未亡人） - 嘉門洋子
- 三沢泰彦（レストランオーナーシェフ） - 俊藤光利
- 大藤繁一（東西信販 常務） - 佐渡稔
- 小曽根由美子（直哉の妻） - 木下智恵
- 中澤康子（東西信販 社員） - 山賀晴代
- 鍵谷初男（東西信販情報システム課 主任システムエンジニア） - 瀬戸寛
- 市原保（医学部 学生） - タモト清嵐
- 小曽根遥（直哉の娘） - 三本采香

第17話 ヒーロー
- 杉本竜也（自称・印刷工場勤務） - 岸田タツヤ
- 里見麗子（弁護士） - 松尾れい子
- 菅井修二（被害者遺族） - 石井洋祐
- 沼田敬一郎（「メディアステップ」と「スターリゾート」の社長） - 小須田康人
- 杉本信也（竜也の父） - 永野典勝
- 上田房江（被害者遺族） - 森下まひろ
- 轟秀和（「メディアステップ」経営企画部長） - 大内厚雄
- 栗原義男（クルーズ船事故被害者・故人） - 小杉勇二
- 栗原恵子（クルーズ船事故被害者・故人） - 白石珠江
- 上田貴行（クルーズ船の船長・故人） - 秦慈一
- 山本美香（クルーズ船事故被害者・故人） - 小泉みゆき

第18話 待ちぼうけ
- 友部巧（元トラック運転手） - 太川陽介
- 伊沢雪美（巧の元婚約者） - 芳本美代子
- 津久井和夫（故人） - 伏見哲夫
- 伊沢康明（雪美の夫） - 新田純一
- 友部富士子（巧の母・故人） - 藤井佳代子

最終話 プロテクト
- 御影康次郎（死刑囚） - 中村嘉葎雄
- 御影真一（康次郎の長男・前科者） - 阿部進之介
- 御影悠二（康次郎の次男・弁護士） - 篠田光亮
- 御影智三（康次郎の三男） - 冨田佳輔
- 久保寺昌樹（東京拘置所の刑務官） - 福井博章
- 久保寺ゆきこ（昌樹の妻） - 川田希
- 久保寺みな（昌樹の娘） - 安生悠璃菜

### season13（2014年 - 2015年）
第1話 ファントム・アサシン
- 矢部邦仁（陸上自衛隊二等陸尉） - 高杉亘
- 下山秀和（与党所属の国会議員） - 五代高之（S15-18〈終〉〈回想〉）
- 佐々木宏（東京都庁経営部振興課 課長） - 大石継太
- 伊勢光（日本半導体技研技術 社員） - 和田聰宏
- 日下栄介（慶明大学理工学部 准教授） - 浅野雅博
- 横田小百合（慶明大学 学生） - 志保
- 小倉健二（初芝交易物流企画営業部 主任） - 松崎謙二
- 若島博文（帝都新聞政治部 記者） - 鎌倉太郎
- 富樫（刑事） - 河田裕史
- 島村亘（大学教授） - 坂口進也

第2話 14歳
- 高宮優（緑川学園大学付属中等部 2年生） - 濱田龍臣
- 高宮信一（優の父・文部科学省職員） - 山崎銀之丞
- 緑川文一郎（緑川学園 理事長） - 森宮隆
- 鶴田栄治（緑川学園大学付属中等部 校長） - 山崎大輔
- 中居太（元不動産会社社長） - 小林健一
- 近藤秋夫（東山不動産 元重役） - 岩渕敏司
- 遠藤かおる（優の元担任） - 一双麻希

第3話 許されざる者
- 永井多恵（弁護士） - 片岡礼子
- 佐野修一（エース司法出版 社長） - 千葉哲也
- 山本勇一（香奈の父） - 山田明郷
- 長谷川重徳（エース司法出版 勤務） - 夙川アトム
- 山本香奈（事件被害者・故人） - 指出瑞貴
- 高木（永井の秘書） - 隅倉啓美
- 名波（花屋の店員） - 水間貴弘
- 堀内猛（ホームレス） - 飯田孝男

第4話 第三の女
- 浅木真彩（警視庁捜査一課7係 新任刑事） - 原田夏希
- 勅使河原章（警察庁生活安全課 課長） - 樋口隆則
- 日向貴文（東都出版 記者） - 津村知与支
- 名取恵子（シルバー警備保障 機械警備部担当部長） - 菅原あき
- 和田廣樹（シルバー警備保障 社長） - 永田耕一
- 田村順（名取の上司） - 内田紳一郎
- 葛西ひろみ（警察学校教官） - 氏家恵
- 宮川洋（週刊誌編集長） - 蒲田哲

第5話 最期の告白
- 岩倉圭一（死刑囚） - ダンカン
- 滝沢勝二（ホームレス） - 佐藤正宏
- 北村久美子（岩倉の娘） - 佐藤めぐみ
- 大久保弘明（岩倉の元顧問弁護士） - まいど豊
- 染谷タキ（事件被害者・故人） - 木村八重子
- 北村葵（久美子の娘） - 志村美空
- 山本洋一（事件被害者・故人） - 石井浩
- 山本房子（事件被害者・故人） - 榎本由希

第6話 ママ友
- 棚橋雅代（パート従業員・元クリーニング店の店員） - 岩崎ひろみ
- 勝瀬円香（雅代のママ友） - 春木みさよ
- 佐々木広子（翻訳家） - 三輪ひとみ
- 橋本百合（雅代のママ友） - 吉本菜穂子
- 有村七海（雅代のママ友） - 河本千明
- 船田（美優の家庭教師） - 栗原寛孝
- 橋本美優（百合の娘） - 岩崎未来
- 勝瀬陸（円香の息子） - 中野遥斗
- 有村貴大（七海の息子） - 芦沢琢斗
- 棚橋大輝（雅代の息子） - 岩田龍門
- 棚橋（雅代の夫） - 井上智之
- 橋本伸太郎（百合の夫） - 松井正樹
- 勝瀬修司（円香の夫） - 和田亮太
- 有村英太（七海の夫） - 藤原正和

第7話 死命
- 田無昌平（「はれぞら園」に在籍） - 米村亮太朗
- 小山美波（「はれぞら園」に在籍） - 清水くるみ
- 高安奈々（昌平の元恋人） - 藤井美加子
- 宮前（美波の婚約者） - 下村彰宏
- 田無君江（レストラン勤務） - 平ますみ
- 峰岸勇人（「はれぞら園」に在籍） - 古口拓也
- 高安奈緒（奈々の娘） - 小菅汐梨
- 大原美千代（NPO法人「若者支援クラブはれぞら園」園長） - 阿知波悟美

第8話 幸福の行方
- 久米健一（久米質店 店主） - 矢崎滋
- 小池信雄（小池呉服店 店主・婿養子・久米の幼馴染） - 斉木しげる
- 小池瑠璃子（信雄の妻・小池呉服店 女将） - 根本りつ子
- 平直哉（久米質店の客・慶明大学 大学院生） - 足立理
- 春日由紀夫（久米質店の客） - 高橋広司
- キヨ（小池呉服店 従業員） - 貴詞いち子

第9話 サイドストーリー
- 小宮山佳枝（ケアサービス利用者） - 丘みつ子
- 小宮山茂樹（佳枝の息子） - 吉満寛人
- 三塚奈々（佳枝の担当ヘルパー） - まつながひろこ
- 浪岡譲（奈々の元夫） - 寺部智英
- 三塚公平（奈々の父） - 並樹史朗
- 三塚裕子（奈々の母） - 小宮久美子
- 柿谷雅臣（社会保険労務士） - 中村邦晃
- 安井登美子（佳枝の友人） - 内田尋子
- 勝間（ヘルパー施設職員） - 伊藤こうこ
- 森脇（シロハト運送社員・茂樹の上司） - 清水宏

第10話 ストレイシープ
- 新井亮一（西田の通夜の参列者） - 平岳大
- 西田悟巳（杉下右京の友人・故人） - 石田ひかり
- 梶井素子（修吾の実母・投資会社「梶井FXインベストメント」社長） - 川上麻衣子
- 橘高誠一郎（衆議院議員・元東京地検特捜部長） - 三浦浩一
- 飛城雄一（｢犯罪の神様｣と呼ばれる男） - 横田栄司
- 佐伯紫乃（小料理「しの」女将） - 大家由祐子
- 伊藤博美（梶井の元顧客・故人） - 泉晶子
- 粕谷栄子（料亭「一松」仲居・故人） - 山本雅子
- 村本朱実（修吾の義母） - 佐藤友紀
- 村本博史（修吾の父） - 石橋徹郎
- 藤井貞雄（内田工務店 元従業員・故人） - 後田真欧
- 大杉鉄平（飛城の部下） - 松井工
- K（修吾を誘拐した実行犯） - 中倉健太郎
- 生田里保（藤井の恋人・故人） - 前田聖来
- 天沢大二郎（衆議院議員・故人） - 辻つとむ
- 生田（里保の母） - 野沢由香里
- 村本修吾（博史と朱実の息子） - 高梨理央
- 中西（藤井の上司） - 浦野REN

第11話 米沢守、最期の挨拶
- 山崎総一郎（警視庁鑑識課 係長・米沢守の上司） - 池田政典
- 長谷川健宣（警視庁鑑識課 課長・米沢守の上司） - 大高洋夫
- 内田圭一（マンション管理人） - 藤井宏之
- 安藤雅美（最初の被害者） - 如月はるな
- 藤田洋司（4人目の被害者） - 今村均
- 西原一郎（3人目の被害者） - ふたむら幸則
- 栗田守（2人目の被害者） - 天ノ一

第12話 学び舎
- 久我沢舞（協和堂大学日本文学科 3年生） - 早織
- 池本正（協和堂大学理学部生物学科 教授） - 長谷川公彦
- ミツオ（ホームレス） - 内田滋
- 吉野慶介（協和堂大学 非常勤講師） - 中林大樹
- 笹沼隆文（協和堂大学 理事長） - 伴大介
- 水田理恵子（池本研究室の助教授） - 松坂早苗
- 中村（脅迫被害者） - 山崎将平
- 柱山（主婦） - 河野景子

第13話 人生最良の日
- 山田淑子（勇の妻） - 床嶋佳子（学生時代：石戸香穂）
- 四宮裕二（歌手） - 湯江健幸
- 朝井（銀龍会の組員） - 土平ドンペイ
- 安田（朝井の舎弟） - 平塚真介
- 曽根真由美（覚醒剤の売人） - 平塚千瑛
- 里美（淑子の友人） - 川島美津子（学生時代：月岡果穂）
- 真智子（第一発見者） - さいとう芽美
- 山田勇（山田石油店 店主） - 松井功

第14話 アザミ
- 新宮奏（蔵人の姪） - 笹本玲奈（少女期：松本来夢）
- 新宮孝子（蔵人の妻） - 栗田よう子
- 新宮蔵人（新宮ヴァイオリン工房 社長） - 鈴木綜馬
- 板倉達夫（ヴァイオリン工房勤務のマイスター） - 鈴木一功
- 新宮響（奏の双子の妹・故人） - 松本来夢（二役）
- 横手譲（ヴァイオリンマイスター） - 森岡豊
- 曲（奥多摩警察署 刑事） - 高品剛
- 田代野絵（家政婦） - 斉藤レイ
- クラウス・ローゼ（ヴァイオリニスト） - マンフレッド・ヴォーダルツ

第15話 鮎川教授最後の授業
第16話 鮎川教授最後の授業・解決篇
- 鮎川珠光（東京大学法学部 名誉教授） - 清水紘治
- 御堂黎子（鮎川の家政婦） - 石野真子
- 溝口誠（弁護士・元東京高検検事） - 斎藤歩
- 江田哲男（東京大学法学部 教授） - 奥田達士
- 小松崎啓三（財務省の幹部） - 佐藤裕
- 吾妻義之（東京大学法学部 准教授） - 片岡信和
- 双葉春榮（警察OB） - 沼田爆（第16話のみ）
- 御堂純一（御堂不動産 社長） - 大家仁志（第16話のみ）
- 御堂好子（黎子の母） - 田上唯（第16話のみ）
- 江口昴輝（帝東医科大学病院 医師） - 柴田明良（第16話のみ）

第17話 妹よ
- 高柳沙織（人材会社「ゴールド・サーチ」社長） - 魏涼子
- 牧田冬美（人材会社「ゴールド・サーチ」の清掃員） - 松本海希
- 谷口雅治（美奈子の同僚） - 亀田佳明
- 竹田（アコー電器 人事部長） - 吉田智則
- 山本繁（アコウ電器 社員） - 北上史欧
- 香坂達郎（明楽商事東京営業部 統括マネージャー） - 佐藤伸之
- 工藤勇一（アール総合調査事務所の調査員） - 板垣雄亮
- 香坂（香坂の妻） - 三浦純子

第18話 苦い水
- 饗庭丈弘（左官工） - 伊嵜充則
- 西崎早苗（饗庭の交際相手） - ハマカワフミエ
- 桐山友哉（桐山グループの御曹司） - 藤重政孝
- 小久保愛子（片山の先輩議員） - 富沢亜古
- 村上涼子（会員制高級風俗嬢） - 桜木梨奈
- 濱倉千恵（主婦） - 松浦唯
- 小峠（左官工親方） - 植木紀世彦
- 中田（パティシエ） - 川畑博稔

最終話 ダークナイト
- 梶祐一郎（梶オート整備工場のボス・甲斐享の高校の同級生） - 鈴木裕樹
- 種村和真（西通運送 元非正規従業員） - 瀧川英次
- 辻堂匡臣（都議会議員） - 岡崎宏
- 江本（種村の元上司） - 嶋崎伸夫
- 笠松（種村の中学時代の同級生） - 進藤健太郎
- 梶景子（祐一郎の妹・故人） - 中島妙子
- 深山育洋（メディアドア 社長） - 石川伸一郎
- 脇坂伸子（辻堂の愛人） - 小林真由
- 浜中忠弥（通り魔） - 宮平安春
- 小山誠二（東京地検城北支部検事） - 山賀教弘
- 岡田治仁（スタイルファイナンス 社長） - 浜田大介
- 矢口力也（度会組組員） - 倉本宙雨
- 加藤実（元暴力団員） - 照須アキ
- 本村正義（本村交易 社長） - 所博昭

## スタッフ
- エグゼクティブプロデューサー - 桑田潔（テレビ朝日、season13）
- ゼネラルプロデューサー - 佐藤凉一（テレビ朝日、season13）
- ゼネラルプロデューサー - 松本基弘（テレビ朝日、season8 - 12）
- プロデューサー - 伊東仁（テレビ朝日、season8 - 13）、西平敦郎（東映、season8 - 13）・土田真通（東映、season8 - 13）
- アシスタントプロデューサー - 秋山貴人（テレビ朝日、season8）
- プロデューサー補 - 山田兼司（テレビ朝日、season9）、 古草昌実(season13)
- ラインプロデューサー - 今村勝範（season8 - 13）
- ラインプロデューサー補 - 高地宏明（season10）
- 選曲 - 辻田昇司（アウルサウンドワークス / season8 - 12）・三田兼玄（アウルサウンドワークス / season8、9）、谷川義春（SPOT / season13）
- 予告編演出 - 福永大輔（season13 最終回）
- EED - 横田勇一（season12 - 13）
- CG・VFX - クロフネプロダクト（season8 - season14）
- タイトルバック - IXNO image LABORATORY（season7 - 9）、イイノ・メディアプロ（season10、11）、藤田恒三・会田正裕・戸枝誠憲・佐藤俊之（season12）、朝日広告社・岩下みどり（ILCA / season13）

## 反響
2013年10月にテレビ朝日が実施した人気投票「あなたが選ぶ『相棒セレクション』」（投票対象：pre season 〜 season11）においては、season10第10話「ピエロ」が1位を獲得した。このエピソードは、ニュースサイト「ねとらぼ調査隊」による「『相棒』の元日スペシャルでもう一度観たい作品は？」（集計期間：2023年12月25日-12月31日）においても1位を獲得した。このエピソードでは、バスジャック犯のピエロ役として当時ほぼ無名だった斎藤工が出演した。斎藤は2022年に放送された『日曜日の初耳学』の中で、この役が自分にとってのターニングポイントだったと振り返っている。斎藤は番組の中で当時の演技には反省点しか見つからないとしつつも、役柄や心情など様々なものが同期して個人的なベストだったとも語っており、司会の林修から称賛された際は、届く人には届くと気づかされたとも話している。

### 「ボーダーライン」に対する反響
2013年10月にテレビ朝日が実施した人気投票で7位を獲得した、season9第8話「ボーダーライン」では、遺体で発見された派遣社員の男性（演：山本浩司）は雇い止めに遭い、住む場所を失い、現金が底をついたことで生活保護を受けようとするも、役所から申請を断られ、結婚を約束していた女性にも去られるという内容に、視聴者からは「救いがなくて重苦しい気持ちになった」という感想が寄せられた。水谷は本エピソードに関して以下のように述べている。
結果的に本エピソードによって水谷と脚本家の櫻井武晴は一般社団法人反貧困ネットワークが主催する「貧困ジャーナリズム大賞 2011」の大賞を受賞した。また、2024年10月放送のseason23第1話「警察官A～要人暗殺の罠！姿なき首謀者」似た設定の人物が登場した際も、「ボーダーライン」が話題に上がった。